# Llista d'asteroides (440001-441000)
Llista d'asteroides del 440.001 al 441.000, amb data de descoberta i descobridor. És un fragment de la llista d'asteroides completa. Als asteroides se'ls dona un número quan es confirma la seva òrbita, per tant apareixen llistats aproximadament segons la data de descobriment.

## 440001– 440100
| Nom    | Designació provisional | Data de descobriment   | Lloc de descobriment | Descobridor/s            |
| ------ | ---------------------- | ---------------------- | -------------------- | ------------------------ |
| 440001 | 2002 CS149             | 10 de febrer de 2002   | Socorro              | LINEAR                   |
| 440002 | 2002 CJ191             | 10 de febrer de 2002   | Socorro              | LINEAR                   |
| 440003 | 2002 DE15              | 16 de febrer de 2002   | Palomar              | NEAT                     |
| 440004 | 2002 EQ53              | 13 de març de 2002     | Socorro              | LINEAR                   |
| 440005 | 2002 ER62              | 20 de febrer de 2002   | Kitt Peak            | Spacewatch               |
| 440006 | 2002 EU113             | 10 de març de 2002     | Kitt Peak            | Spacewatch               |
| 440007 | 2002 GS174             | 11 d'abril de 2002     | Socorro              | LINEAR                   |
| 440008 | 2002 HT10              | 22 d'abril de 2002     | Palomar              | NEAT                     |
| 440009 | 2002 JP2               | 4 de maig de 2002      | Socorro              | LINEAR                   |
| 440010 | 2002 JZ144             | 13 de maig de 2002     | Palomar              | NEAT                     |
| 440011 | 2002 KL16              | 18 de maig de 2002     | Palomar              | NEAT                     |
| 440012 | 2002 LE27              | 8 de juny de 2002      | Socorro              | LINEAR                   |
| 440013 | 2002 LF36              | 9 de juny de 2002      | Socorro              | LINEAR                   |
| 440014 | 2002 LE48              | 12 de juny de 2002     | Palomar              | NEAT                     |
| 440015 | 2002 MK6               | 22 de juny de 2002     | Palomar              | NEAT                     |
| 440016 | 2002 NR1               | 5 de juliol de 2002    | Kitt Peak            | Spacewatch               |
| 440017 | 2002 NP7               | 9 de juliol de 2002    | Socorro              | LINEAR                   |
| 440018 | 2002 NP58              | 3 de juliol de 2002    | Palomar              | NEAT                     |
| 440019 | 2002 NG69              | 12 de juliol de 2002   | Palomar              | NEAT                     |
| 440020 | 2002 NO73              | 6 de juliol de 2002    | Palomar              | NEAT                     |
| 440021 | 2002 OL12              | 25 de juliol de 2002   | Palomar              | NEAT                     |
| 440022 | 2002 OZ16              | 18 de juliol de 2002   | Socorro              | LINEAR                   |
| 440023 | 2002 OZ17              | 9 de juliol de 2002    | Socorro              | LINEAR                   |
| 440024 | 2002 OS25              | 21 de juliol de 2002   | Palomar              | NEAT                     |
| 440025 | 2002 OF27              | 29 de juliol de 2002   | Palomar              | NEAT                     |
| 440026 | 2002 PP1               | 4 d'agost de 2002      | Palomar              | NEAT                     |
| 440027 | 2002 PP7               | 6 d'agost de 2002      | Palomar              | NEAT                     |
| 440028 | 2002 PG19              | 6 d'agost de 2002      | Palomar              | NEAT                     |
| 440029 | 2002 PT25              | 6 d'agost de 2002      | Palomar              | NEAT                     |
| 440030 | 2002 PB43              | 11 d'agost de 2002     | Needville            | Needville                |
| 440031 | 2002 PM93              | 14 d'agost de 2002     | Palomar              | NEAT                     |
| 440032 | 2002 PO108             | 13 d'agost de 2002     | Socorro              | LINEAR                   |
| 440033 | 2002 PZ121             | 13 d'agost de 2002     | Anderson Mesa        | LONEOS                   |
| 440034 | 2002 PW122             | 15 d'agost de 2002     | Palomar              | NEAT                     |
| 440035 | 2002 PV139             | 13 d'agost de 2002     | Socorro              | LINEAR                   |
| 440036 | 2002 PX141             | 12 d'agost de 2002     | Socorro              | LINEAR                   |
| 440037 | 2002 PF142             | 11 d'agost de 2002     | Socorro              | LINEAR                   |
| 440038 | 2002 PX151             | 10 d'agost de 2002     | Cerro Tololo         | Buie, M. W.              |
| 440039 | 2002 PL158             | 8 d'agost de 2002      | Palomar              | Hönig, S. F.             |
| 440040 | 2002 PX183             | 7 d'agost de 2002      | Palomar              | NEAT                     |
| 440041 | 2002 QN15              | 17 d'agost de 2002     | Palomar              | NEAT                     |
| 440042 | 2002 QW18              | 26 d'agost de 2002     | Palomar              | NEAT                     |
| 440043 | 2002 QF24              | 29 d'agost de 2002     | Palomar              | NEAT                     |
| 440044 | 2002 QM56              | 29 d'agost de 2002     | Palomar              | Hönig, S. F.             |
| 440045 | 2002 QR69              | 31 d'agost de 2002     | Palomar              | NEAT                     |
| 440046 | 2002 QY78              | 29 d'agost de 2002     | Palomar              | NEAT                     |
| 440047 | 2002 QZ80              | 19 d'agost de 2002     | Palomar              | NEAT                     |
| 440048 | 2002 QX107             | 27 d'agost de 2002     | Palomar              | NEAT                     |
| 440049 | 2002 QH112             | 17 d'agost de 2002     | Palomar              | NEAT                     |
| 440050 | 2002 QU113             | 27 d'agost de 2002     | Palomar              | NEAT                     |
| 440051 | 2002 QZ119             | 30 d'agost de 2002     | Palomar              | NEAT                     |
| 440052 | 2002 QL139             | 29 d'agost de 2002     | Palomar              | NEAT                     |
| 440053 | 2002 QL140             | 19 d'agost de 2002     | Palomar              | NEAT                     |
| 440054 | 2002 RY16              | 4 de setembre de 2002  | Anderson Mesa        | LONEOS                   |
| 440055 | 2002 RE34              | 4 de setembre de 2002  | Anderson Mesa        | LONEOS                   |
| 440056 | 2002 RM57              | 5 de setembre de 2002  | Anderson Mesa        | LONEOS                   |
| 440057 | 2002 RL70              | 4 de setembre de 2002  | Palomar              | NEAT                     |
| 440058 | 2002 RM70              | 11 d'agost de 2002     | Socorro              | LINEAR                   |
| 440059 | 2002 RX99              | 5 de setembre de 2002  | Socorro              | LINEAR                   |
| 440060 | 2002 RH103             | 5 de setembre de 2002  | Socorro              | LINEAR                   |
| 440061 | 2002 RB111             | 6 de setembre de 2002  | Socorro              | LINEAR                   |
| 440062 | 2002 RO112             | 6 de setembre de 2002  | Socorro              | LINEAR                   |
| 440063 | 2002 RQ116             | 7 de setembre de 2002  | Socorro              | LINEAR                   |
| 440064 | 2002 RW184             | 12 de setembre de 2002 | Palomar              | NEAT                     |
| 440065 | 2002 RC191             | 14 de setembre de 2002 | Haleakala            | NEAT                     |
| 440066 | 2002 RK239             | 14 de setembre de 2002 | Palomar              | Matson, R.               |
| 440067 | 2002 RP241             | 8 de setembre de 2002  | Haleakala            | Matson, R.               |
| 440068 | 2002 RS250             | 3 de setembre de 2002  | Haleakala            | NEAT                     |
| 440069 | 2002 RY260             | 10 de setembre de 2002 | Palomar              | NEAT                     |
| 440070 | 2002 RB279             | 4 de setembre de 2002  | Palomar              | NEAT                     |
| 440071 | 2002 SV1               | 5 de setembre de 2002  | Socorro              | LINEAR                   |
| 440072 | 2002 SG14              | 27 de setembre de 2002 | Palomar              | NEAT                     |
| 440073 | 2002 SG17              | 26 de setembre de 2002 | Palomar              | NEAT                     |
| 440074 | 2002 SZ19              | 6 de setembre de 2002  | Socorro              | LINEAR                   |
| 440075 | 2002 SV24              | 28 de setembre de 2002 | Palomar              | NEAT                     |
| 440076 | 2002 SX67              | 26 de setembre de 2002 | Palomar              | NEAT                     |
| 440077 | 2002 SL69              | 17 de setembre de 2002 | Palomar              | NEAT                     |
| 440078 | 2002 TP18              | 2 d'octubre de 2002    | Socorro              | LINEAR                   |
| 440079 | 2002 TK22              | 2 d'octubre de 2002    | Socorro              | LINEAR                   |
| 440080 | 2002 TC61              | 3 d'octubre de 2002    | Campo Imperatore     | CINEOS                   |
| 440081 | 2002 TA68              | 6 d'octubre de 2002    | Socorro              | LINEAR                   |
| 440082 | 2002 TL99              | 4 d'octubre de 2002    | Palomar              | NEAT                     |
| 440083 | 2002 TL156             | 16 d'agost de 2002     | Socorro              | LINEAR                   |
| 440084 | 2002 TE167             | 3 d'octubre de 2002    | Palomar              | NEAT                     |
| 440085 | 2002 TM174             | 7 de setembre de 2002  | Socorro              | LINEAR                   |
| 440086 | 2002 TK189             | 5 de setembre de 2002  | Anderson Mesa        | LONEOS                   |
| 440087 | 2002 TT203             | 4 d'octubre de 2002    | Socorro              | LINEAR                   |
| 440088 | 2002 TG223             | 7 d'octubre de 2002    | Socorro              | LINEAR                   |
| 440089 | 2002 TO232             | 6 d'octubre de 2002    | Socorro              | LINEAR                   |
| 440090 | 2002 TP285             | 10 d'octubre de 2002   | Socorro              | LINEAR                   |
| 440091 | 2002 TC319             | 5 d'octubre de 2002    | Apache Point         | Sloan Digital Sky Survey |
| 440092 | 2002 TH350             | 10 d'octubre de 2002   | Apache Point         | Sloan Digital Sky Survey |
| 440093 | 2002 TE353             | 10 d'octubre de 2002   | Apache Point         | Sloan Digital Sky Survey |
| 440094 | 2002 UR51              | 29 d'octubre de 2002   | Apache Point         | Sloan Digital Sky Survey |
| 440095 | 2002 VC46              | 5 de novembre de 2002  | Socorro              | LINEAR                   |
| 440096 | 2002 WK5               | 5 de novembre de 2002  | Socorro              | LINEAR                   |
| 440097 | 2002 XW                | 14 de novembre de 2002 | Socorro              | LINEAR                   |
| 440098 | 2002 XC50              | 10 de desembre de 2002 | Palomar              | NEAT                     |
| 440099 | 2002 XO69              | 5 de desembre de 2002  | Socorro              | LINEAR                   |
| 440100 | 2002 XP120             | 3 de desembre de 2002  | Palomar              | NEAT                     |

## 440101– 440200
| Nom    | Designació provisional | Data de descobriment   | Lloc de descobriment | Descobridor/s            |
| ------ | ---------------------- | ---------------------- | -------------------- | ------------------------ |
| 440101 | 2003 AJ17              | 5 de gener de 2003     | Socorro              | LINEAR                   |
| 440102 | 2003 AK23              | 7 de gener de 2003     | Socorro              | LINEAR                   |
| 440103 | 2003 AP67              | 8 de gener de 2003     | Socorro              | LINEAR                   |
| 440104 | 2003 BL11              | 26 de gener de 2003    | Anderson Mesa        | LONEOS                   |
| 440105 | 2003 BY37              | 27 de gener de 2003    | Socorro              | LINEAR                   |
| 440106 | 2003 GJ37              | 6 d'abril de 2003      | Kitt Peak            | Spacewatch               |
| 440107 | 2003 HC14              | 26 d'abril de 2003     | Campo Imperatore     | CINEOS                   |
| 440108 | 2003 KG1               | 22 de maig de 2003     | Kitt Peak            | Spacewatch               |
| 440109 | 2003 KR5               | 30 d'abril de 2003     | Kitt Peak            | Spacewatch               |
| 440110 | 2003 QT13              | 22 d'agost de 2003     | Campo Imperatore     | CINEOS                   |
| 440111 | 2003 RK27              | 5 de setembre de 2003  | Bergisch Gladbach    | Bickel, W.               |
| 440112 | 2003 SL24              | 17 de setembre de 2003 | Palomar              | NEAT                     |
| 440113 | 2003 SK46              | 16 de setembre de 2003 | Anderson Mesa        | LONEOS                   |
| 440114 | 2003 SV54              | 16 de setembre de 2003 | Anderson Mesa        | LONEOS                   |
| 440115 | 2003 SH58              | 21 d'agost de 2003     | Campo Imperatore     | CINEOS                   |
| 440116 | 2003 SZ75              | 18 de setembre de 2003 | Kitt Peak            | Spacewatch               |
| 440117 | 2003 SP78              | 19 de setembre de 2003 | Kitt Peak            | Spacewatch               |
| 440118 | 2003 SX82              | 18 de setembre de 2003 | Kitt Peak            | Spacewatch               |
| 440119 | 2003 SC107             | 20 de setembre de 2003 | Palomar              | NEAT                     |
| 440120 | 2003 SX108             | 20 de setembre de 2003 | Palomar              | NEAT                     |
| 440121 | 2003 SD133             | 20 de setembre de 2003 | Palomar              | NEAT                     |
| 440122 | 2003 SX156             | 19 de setembre de 2003 | Anderson Mesa        | LONEOS                   |
| 440123 | 2003 SF183             | 21 de setembre de 2003 | Kitt Peak            | Spacewatch               |
| 440124 | 2003 SH224             | 25 de setembre de 2003 | Bergisch Gladbach    | Bickel, W.               |
| 440125 | 2003 SE254             | 27 de setembre de 2003 | Kitt Peak            | Spacewatch               |
| 440126 | 2003 SV274             | 28 de setembre de 2003 | Kitt Peak            | Spacewatch               |
| 440127 | 2003 SG281             | 18 de setembre de 2003 | Campo Imperatore     | CINEOS                   |
| 440128 | 2003 SX297             | 18 de setembre de 2003 | Haleakala            | NEAT                     |
| 440129 | 2003 SN302             | 17 de setembre de 2003 | Palomar              | NEAT                     |
| 440130 | 2003 SE327             | 18 de setembre de 2003 | Kitt Peak            | Spacewatch               |
| 440131 | 2003 SR329             | 22 de setembre de 2003 | Kitt Peak            | Spacewatch               |
| 440132 | 2003 SS332             | 29 de setembre de 2003 | Apache Point         | Sloan Digital Sky Survey |
| 440133 | 2003 SC420             | 28 de setembre de 2003 | Apache Point         | Sloan Digital Sky Survey |
| 440134 | 2003 TG9               | 4 d'octubre de 2003    | Kitt Peak            | Spacewatch               |
| 440135 | 2003 UJ                | 16 d'octubre de 2003   | Palomar              | NEAT                     |
| 440136 | 2003 UH10              | 18 d'octubre de 2003   | Kitt Peak            | Spacewatch               |
| 440137 | 2003 UG33              | 17 d'octubre de 2003   | Kitt Peak            | Spacewatch               |
| 440138 | 2003 UR60              | 16 d'octubre de 2003   | Palomar              | NEAT                     |
| 440139 | 2003 UD79              | 19 d'octubre de 2003   | Palomar              | NEAT                     |
| 440140 | 2003 UQ117             | 28 de setembre de 2003 | Anderson Mesa        | LONEOS                   |
| 440141 | 2003 UE122             | 22 de setembre de 2003 | Socorro              | LINEAR                   |
| 440142 | 2003 UE125             | 20 d'octubre de 2003   | Socorro              | LINEAR                   |
| 440143 | 2003 UN154             | 20 d'octubre de 2003   | Kitt Peak            | Spacewatch               |
| 440144 | 2003 UT155             | 20 d'octubre de 2003   | Kitt Peak            | Spacewatch               |
| 440145 | 2003 UV177             | 21 d'octubre de 2003   | Palomar              | NEAT                     |
| 440146 | 2003 UP178             | 21 d'octubre de 2003   | Palomar              | NEAT                     |
| 440147 | 2003 UB180             | 21 d'octubre de 2003   | Socorro              | LINEAR                   |
| 440148 | 2003 UH211             | 23 d'octubre de 2003   | Kitt Peak            | Spacewatch               |
| 440149 | 2003 UE261             | 26 d'octubre de 2003   | Kitt Peak            | Spacewatch               |
| 440150 | 2003 UK268             | 28 d'octubre de 2003   | Socorro              | LINEAR                   |
| 440151 | 2003 UK305             | 18 d'octubre de 2003   | Kitt Peak            | Spacewatch               |
| 440152 | 2003 UG316             | 23 d'octubre de 2003   | Kitt Peak            | Spacewatch               |
| 440153 | 2003 UC332             | 18 de setembre de 2003 | Kitt Peak            | Spacewatch               |
| 440154 | 2003 UC338             | 18 d'octubre de 2003   | Kitt Peak            | Spacewatch               |
| 440155 | 2003 VJ4               | 14 de novembre de 2003 | Palomar              | NEAT                     |
| 440156 | 2003 VM4               | 27 d'octubre de 2003   | Kitt Peak            | Spacewatch               |
| 440157 | 2003 WM26              | 20 de novembre de 2003 | Socorro              | LINEAR                   |
| 440158 | 2003 WH28              | 16 de novembre de 2003 | Kitt Peak            | Spacewatch               |
| 440159 | 2003 WW32              | 18 de novembre de 2003 | Palomar              | NEAT                     |
| 440160 | 2003 WE33              | 18 de novembre de 2003 | Palomar              | NEAT                     |
| 440161 | 2003 WA39              | 25 d'octubre de 2003   | Kitt Peak            | Spacewatch               |
| 440162 | 2003 WH56              | 20 de novembre de 2003 | Socorro              | LINEAR                   |
| 440163 | 2003 WR66              | 19 de novembre de 2003 | Kitt Peak            | Spacewatch               |
| 440164 | 2003 WV67              | 19 de novembre de 2003 | Kitt Peak            | Spacewatch               |
| 440165 | 2003 WU108             | 20 de novembre de 2003 | Socorro              | LINEAR                   |
| 440166 | 2003 WG114             | 20 de novembre de 2003 | Socorro              | LINEAR                   |
| 440167 | 2003 WP122             | 20 de novembre de 2003 | Socorro              | LINEAR                   |
| 440168 | 2003 WD143             | 23 de novembre de 2003 | Socorro              | LINEAR                   |
| 440169 | 2003 WL186             | 23 de novembre de 2003 | Kitt Peak            | Buie, M. W.              |
| 440170 | 2003 XW3               | 1 de desembre de 2003  | Socorro              | LINEAR                   |
| 440171 | 2003 YQ63              | 19 de desembre de 2003 | Socorro              | LINEAR                   |
| 440172 | 2003 YN89              | 19 de desembre de 2003 | Socorro              | LINEAR                   |
| 440173 | 2003 YB133             | 28 de desembre de 2003 | Socorro              | LINEAR                   |
| 440174 | 2003 YF136             | 27 de desembre de 2003 | Kitt Peak            | Spacewatch               |
| 440175 | 2003 YH145             | 28 de desembre de 2003 | Socorro              | LINEAR                   |
| 440176 | 2003 YB163             | 17 de desembre de 2003 | Socorro              | LINEAR                   |
| 440177 | 2004 BM8               | 17 de gener de 2004    | Kitt Peak            | Spacewatch               |
| 440178 | 2004 BZ33              | 19 de gener de 2004    | Kitt Peak            | Spacewatch               |
| 440179 | 2004 BF41              | 22 de gener de 2004    | Socorro              | LINEAR                   |
| 440180 | 2004 BY64              | 22 de gener de 2004    | Socorro              | LINEAR                   |
| 440181 | 2004 BM113             | 28 de gener de 2004    | Socorro              | LINEAR                   |
| 440182 | 2004 CR6               | 11 de febrer de 2004   | Kitt Peak            | Spacewatch               |
| 440183 | 2004 CU37              | 13 de febrer de 2004   | Desert Eagle         | Yeung, W. K. Y.          |
| 440184 | 2004 CZ85              | 22 de desembre de 2003 | Kitt Peak            | Spacewatch               |
| 440185 | 2004 CP87              | 11 de febrer de 2004   | Kitt Peak            | Spacewatch               |
| 440186 | 2004 CE93              | 30 de gener de 2004    | Socorro              | LINEAR                   |
| 440187 | 2004 CD103             | 30 de gener de 2004    | Anderson Mesa        | LONEOS                   |
| 440188 | 2004 CL107             | 14 de febrer de 2004   | Kitt Peak            | Spacewatch               |
| 440189 | 2004 DA72              | 16 de febrer de 2004   | Kitt Peak            | Spacewatch               |
| 440190 | 2004 EH38              | 14 de març de 2004     | Catalina             | CSS                      |
| 440191 | 2004 FP                | 16 de març de 2004     | Socorro              | LINEAR                   |
| 440192 | 2004 FV5               | 20 de març de 2004     | Socorro              | LINEAR                   |
| 440193 | 2004 FW28              | 18 de febrer de 2004   | Socorro              | LINEAR                   |
| 440194 | 2004 FW43              | 16 de març de 2004     | Socorro              | LINEAR                   |
| 440195 | 2004 FL110             | 25 de març de 2004     | Socorro              | LINEAR                   |
| 440196 | 2004 FK158             | 17 de març de 2004     | Kitt Peak            | Spacewatch               |
| 440197 | 2004 GX                | 29 de març de 2004     | Kitt Peak            | Spacewatch               |
| 440198 | 2004 GS2               | 12 d'abril de 2004     | Socorro              | LINEAR                   |
| 440199 | 2004 GP39              | 15 d'abril de 2004     | Siding Spring        | Siding Spring Survey     |
| 440200 | 2004 HV35              | 23 de març de 2004     | Socorro              | LINEAR                   |

## 440201– 440300
| Nom    | Designació provisional | Data de descobriment   | Lloc de descobriment | Descobridor/s        |
| ------ | ---------------------- | ---------------------- | -------------------- | -------------------- |
| 440201 | 2004 HM41              | 19 d'abril de 2004     | Kitt Peak            | Spacewatch           |
| 440202 | 2004 HN63              | 29 de març de 2004     | Siding Spring        | Siding Spring Survey |
| 440203 | 2004 HH64              | 28 de març de 2004     | Catalina             | CSS                  |
| 440204 | 2004 JA31              | 15 de maig de 2004     | Socorro              | LINEAR               |
| 440205 | 2004 LL30              | 13 de juny de 2004     | Kitt Peak            | Spacewatch           |
| 440206 | 2004 NX9               | 9 de juliol de 2004    | Socorro              | LINEAR               |
| 440207 | 2004 NY12              | 11 de juliol de 2004   | Socorro              | LINEAR               |
| 440208 | 2004 NQ17              | 11 de juliol de 2004   | Socorro              | LINEAR               |
| 440209 | 2004 NV22              | 11 de juliol de 2004   | Socorro              | LINEAR               |
| 440210 | 2004 ND31              | 10 de juliol de 2004   | Catalina             | CSS                  |
| 440211 | 2004 NZ32              | 15 de juliol de 2004   | Siding Spring        | Siding Spring Survey |
| 440212 | 2004 OB                | 16 de juliol de 2004   | Socorro              | LINEAR               |
| 440213 | 2004 OD6               | 18 de juliol de 2004   | Reedy Creek          | Broughton, J.        |
| 440214 | 2004 OJ10              | 21 de juliol de 2004   | Reedy Creek          | Broughton, J.        |
| 440215 | 2004 PY4               | 6 d'agost de 2004      | Palomar              | NEAT                 |
| 440216 | 2004 PQ6               | 6 d'agost de 2004      | Palomar              | NEAT                 |
| 440217 | 2004 PT10              | 7 d'agost de 2004      | Palomar              | NEAT                 |
| 440218 | 2004 PR21              | 8 d'agost de 2004      | Palomar              | NEAT                 |
| 440219 | 2004 PY34              | 8 d'agost de 2004      | Anderson Mesa        | LONEOS               |
| 440220 | 2004 PO38              | 9 d'agost de 2004      | Socorro              | LINEAR               |
| 440221 | 2004 PQ48              | 8 d'agost de 2004      | Socorro              | LINEAR               |
| 440222 | 2004 PC56              | 8 d'agost de 2004      | Anderson Mesa        | LONEOS               |
| 440223 | 2004 PW57              | 9 d'agost de 2004      | Socorro              | LINEAR               |
| 440224 | 2004 PE65              | 10 d'agost de 2004     | Socorro              | LINEAR               |
| 440225 | 2004 PK65              | 10 d'agost de 2004     | Socorro              | LINEAR               |
| 440226 | 2004 PN66              | 10 d'agost de 2004     | Campo Imperatore     | CINEOS               |
| 440227 | 2004 PJ74              | 8 d'agost de 2004      | Socorro              | LINEAR               |
| 440228 | 2004 PU82              | 27 de juliol de 2004   | Socorro              | LINEAR               |
| 440229 | 2004 PE104             | 23 de juny de 2004     | Siding Spring        | Siding Spring Survey |
| 440230 | 2004 PQ111             | 10 d'agost de 2004     | Socorro              | LINEAR               |
| 440231 | 2004 QG15              | 22 d'agost de 2004     | Kitt Peak            | Spacewatch           |
| 440232 | 2004 QQ15              | 23 d'agost de 2004     | Goodricke-Pigott     | Goodricke-Pigott     |
| 440233 | 2004 QS15              | 23 d'agost de 2004     | Kitt Peak            | Spacewatch           |
| 440234 | 2004 QE19              | 23 d'agost de 2004     | Kitt Peak            | Spacewatch           |
| 440235 | 2004 QR19              | 25 d'agost de 2004     | Socorro              | LINEAR               |
| 440236 | 2004 QK20              | 25 d'agost de 2004     | Socorro              | LINEAR               |
| 440237 | 2004 QB26              | 21 d'agost de 2004     | Catalina             | CSS                  |
| 440238 | 2004 QV28              | 25 d'agost de 2004     | Kitt Peak            | Spacewatch           |
| 440239 | 2004 RB2               | 6 de setembre de 2004  | Socorro              | LINEAR               |
| 440240 | 2004 RF2               | 6 de setembre de 2004  | Socorro              | LINEAR               |
| 440241 | 2004 RG9               | 7 de setembre de 2004  | Eskridge             | Eskridge             |
| 440242 | 2004 RX9               | 7 de setembre de 2004  | Socorro              | LINEAR               |
| 440243 | 2004 RF10              | 7 de setembre de 2004  | Socorro              | LINEAR               |
| 440244 | 2004 RG13              | 4 de setembre de 2004  | Palomar              | NEAT                 |
| 440245 | 2004 RM14              | 6 de setembre de 2004  | Siding Spring        | Siding Spring Survey |
| 440246 | 2004 RY14              | 6 de setembre de 2004  | Siding Spring        | Siding Spring Survey |
| 440247 | 2004 RT15              | 7 de setembre de 2004  | Socorro              | LINEAR               |
| 440248 | 2004 RF22              | 7 de setembre de 2004  | Kitt Peak            | Spacewatch           |
| 440249 | 2004 RM22              | 7 de setembre de 2004  | Kitt Peak            | Spacewatch           |
| 440250 | 2004 RN22              | 7 de setembre de 2004  | Kitt Peak            | Spacewatch           |
| 440251 | 2004 RW41              | 19 d'agost de 2004     | Socorro              | LINEAR               |
| 440252 | 2004 RJ46              | 8 de setembre de 2004  | Socorro              | LINEAR               |
| 440253 | 2004 RR64              | 8 de setembre de 2004  | Socorro              | LINEAR               |
| 440254 | 2004 RV68              | 8 de setembre de 2004  | Socorro              | LINEAR               |
| 440255 | 2004 RD71              | 8 de setembre de 2004  | Socorro              | LINEAR               |
| 440256 | 2004 RR80              | 8 de setembre de 2004  | Socorro              | LINEAR               |
| 440257 | 2004 RG81              | 8 de setembre de 2004  | Socorro              | LINEAR               |
| 440258 | 2004 RR82              | 9 de setembre de 2004  | Socorro              | LINEAR               |
| 440259 | 2004 RB88              | 7 de setembre de 2004  | Kitt Peak            | Spacewatch           |
| 440260 | 2004 RQ91              | 8 de setembre de 2004  | Socorro              | LINEAR               |
| 440261 | 2004 RG94              | 8 de setembre de 2004  | Socorro              | LINEAR               |
| 440262 | 2004 RY99              | 8 de setembre de 2004  | Socorro              | LINEAR               |
| 440263 | 2004 RO100             | 8 de setembre de 2004  | Socorro              | LINEAR               |
| 440264 | 2004 RX101             | 8 de setembre de 2004  | Socorro              | LINEAR               |
| 440265 | 2004 RD103             | 8 de setembre de 2004  | Palomar              | NEAT                 |
| 440266 | 2004 RR107             | 9 de setembre de 2004  | Socorro              | LINEAR               |
| 440267 | 2004 RQ112             | 6 de setembre de 2004  | Socorro              | LINEAR               |
| 440268 | 2004 RY113             | 20 d'agost de 2004     | Catalina             | CSS                  |
| 440269 | 2004 RO114             | 7 de setembre de 2004  | Kitt Peak            | Spacewatch           |
| 440270 | 2004 RG126             | 7 de setembre de 2004  | Kitt Peak            | Spacewatch           |
| 440271 | 2004 RS131             | 7 de setembre de 2004  | Kitt Peak            | Spacewatch           |
| 440272 | 2004 RR138             | 8 de setembre de 2004  | Socorro              | LINEAR               |
| 440273 | 2004 RO143             | 8 de setembre de 2004  | Socorro              | LINEAR               |
| 440274 | 2004 RQ143             | 8 de setembre de 2004  | Socorro              | LINEAR               |
| 440275 | 2004 RP155             | 10 de setembre de 2004 | Socorro              | LINEAR               |
| 440276 | 2004 RX159             | 10 de setembre de 2004 | Socorro              | LINEAR               |
| 440277 | 2004 RF164             | 10 de setembre de 2004 | Altschwendt          | Ries, W.             |
| 440278 | 2004 RL169             | 8 de setembre de 2004  | Socorro              | LINEAR               |
| 440279 | 2004 RW170             | 25 d'agost de 2004     | Kitt Peak            | Spacewatch           |
| 440280 | 2004 RE179             | 10 de setembre de 2004 | Socorro              | LINEAR               |
| 440281 | 2004 RZ186             | 10 de setembre de 2004 | Socorro              | LINEAR               |
| 440282 | 2004 RB188             | 10 de setembre de 2004 | Socorro              | LINEAR               |
| 440283 | 2004 RY203             | 12 de setembre de 2004 | Kitt Peak            | Spacewatch           |
| 440284 | 2004 RR204             | 12 de setembre de 2004 | Kitt Peak            | Spacewatch           |
| 440285 | 2004 RQ213             | 11 de setembre de 2004 | Socorro              | LINEAR               |
| 440286 | 2004 RF214             | 11 de setembre de 2004 | Socorro              | LINEAR               |
| 440287 | 2004 RY216             | 11 de setembre de 2004 | Socorro              | LINEAR               |
| 440288 | 2004 RJ217             | 11 de setembre de 2004 | Socorro              | LINEAR               |
| 440289 | 2004 RY217             | 11 de setembre de 2004 | Socorro              | LINEAR               |
| 440290 | 2004 RS220             | 11 de setembre de 2004 | Socorro              | LINEAR               |
| 440291 | 2004 RR224             | 9 de setembre de 2004  | Ottmarsheim          | Ottmarsheim          |
| 440292 | 2004 RY224             | 9 de setembre de 2004  | Socorro              | LINEAR               |
| 440293 | 2004 RV227             | 9 de setembre de 2004  | Kitt Peak            | Spacewatch           |
| 440294 | 2004 RB232             | 9 de setembre de 2004  | Kitt Peak            | Spacewatch           |
| 440295 | 2004 RL235             | 10 de setembre de 2004 | Socorro              | LINEAR               |
| 440296 | 2004 RP235             | 10 de setembre de 2004 | Kitt Peak            | Spacewatch           |
| 440297 | 2004 RN247             | 12 de setembre de 2004 | Socorro              | LINEAR               |
| 440298 | 2004 RA258             | 11 d'agost de 2004     | Socorro              | LINEAR               |
| 440299 | 2004 RA270             | 11 de setembre de 2004 | Kitt Peak            | Spacewatch           |
| 440300 | 2004 RX272             | 11 de setembre de 2004 | Kitt Peak            | Spacewatch           |

## 440301– 440400
| Nom    | Designació provisional | Data de descobriment   | Lloc de descobriment | Descobridor/s        |
| ------ | ---------------------- | ---------------------- | -------------------- | -------------------- |
| 440301 | 2004 RP280             | 15 de setembre de 2004 | Kitt Peak            | Spacewatch           |
| 440302 | 2004 RY285             | 15 de setembre de 2004 | Kitt Peak            | Spacewatch           |
| 440303 | 2004 RX307             | 13 de setembre de 2004 | Socorro              | LINEAR               |
| 440304 | 2004 RN318             | 12 de setembre de 2004 | Kitt Peak            | Spacewatch           |
| 440305 | 2004 RO320             | 13 de setembre de 2004 | Socorro              | LINEAR               |
| 440306 | 2004 RM326             | 13 de setembre de 2004 | Palomar              | NEAT                 |
| 440307 | 2004 RB328             | 15 de setembre de 2004 | Anderson Mesa        | LONEOS               |
| 440308 | 2004 RU337             | 15 de setembre de 2004 | Kitt Peak            | Spacewatch           |
| 440309 | 2004 SC3               | 6 de setembre de 2004  | Siding Spring        | Siding Spring Survey |
| 440310 | 2004 SR3               | 17 de setembre de 2004 | Socorro              | LINEAR               |
| 440311 | 2004 SO34              | 17 de setembre de 2004 | Kitt Peak            | Spacewatch           |
| 440312 | 2004 SE42              | 18 de setembre de 2004 | Socorro              | LINEAR               |
| 440313 | 2004 SG50              | 22 de setembre de 2004 | Socorro              | LINEAR               |
| 440314 | 2004 ST50              | 22 de setembre de 2004 | Kitt Peak            | Spacewatch           |
| 440315 | 2004 SR56              | 9 de setembre de 2004  | Socorro              | LINEAR               |
| 440316 | 2004 TF26              | 4 d'octubre de 2004    | Kitt Peak            | Spacewatch           |
| 440317 | 2004 TE33              | 4 d'octubre de 2004    | Kitt Peak            | Spacewatch           |
| 440318 | 2004 TN33              | 15 de setembre de 2004 | Kitt Peak            | Spacewatch           |
| 440319 | 2004 TN45              | 4 d'octubre de 2004    | Kitt Peak            | Spacewatch           |
| 440320 | 2004 TC46              | 4 d'octubre de 2004    | Kitt Peak            | Spacewatch           |
| 440321 | 2004 TS59              | 5 d'octubre de 2004    | Kitt Peak            | Spacewatch           |
| 440322 | 2004 TK60              | 9 de setembre de 2004  | Socorro              | LINEAR               |
| 440323 | 2004 TR65              | 14 de setembre de 2004 | Anderson Mesa        | LONEOS               |
| 440324 | 2004 TH90              | 17 de setembre de 2004 | Kitt Peak            | Spacewatch           |
| 440325 | 2004 TV96              | 5 d'octubre de 2004    | Kitt Peak            | Spacewatch           |
| 440326 | 2004 TS103             | 16 de setembre de 2004 | Anderson Mesa        | LONEOS               |
| 440327 | 2004 TB108             | 17 de setembre de 2004 | Socorro              | LINEAR               |
| 440328 | 2004 TC112             | 7 d'octubre de 2004    | Palomar              | NEAT                 |
| 440329 | 2004 TW115             | 15 d'octubre de 2004   | Goodricke-Pigott     | Goodricke-Pigott     |
| 440330 | 2004 TP118             | 5 d'octubre de 2004    | Palomar              | NEAT                 |
| 440331 | 2004 TA124             | 7 d'octubre de 2004    | Socorro              | LINEAR               |
| 440332 | 2004 TX124             | 7 d'octubre de 2004    | Socorro              | LINEAR               |
| 440333 | 2004 TM125             | 7 d'octubre de 2004    | Socorro              | LINEAR               |
| 440334 | 2004 TQ126             | 7 d'octubre de 2004    | Socorro              | LINEAR               |
| 440335 | 2004 TD129             | 17 de setembre de 2004 | Socorro              | LINEAR               |
| 440336 | 2004 TR162             | 6 d'octubre de 2004    | Kitt Peak            | Spacewatch           |
| 440337 | 2004 TW181             | 12 de setembre de 2004 | Socorro              | LINEAR               |
| 440338 | 2004 TJ187             | 24 de setembre de 2004 | Kitt Peak            | Spacewatch           |
| 440339 | 2004 TL196             | 17 de setembre de 2004 | Kitt Peak            | Spacewatch           |
| 440340 | 2004 TM197             | 7 d'octubre de 2004    | Kitt Peak            | Spacewatch           |
| 440341 | 2004 TJ209             | 8 d'octubre de 2004    | Kitt Peak            | Spacewatch           |
| 440342 | 2004 TN213             | 9 d'octubre de 2004    | Kitt Peak            | Spacewatch           |
| 440343 | 2004 TB224             | 18 de setembre de 2004 | Socorro              | LINEAR               |
| 440344 | 2004 TG226             | 8 d'octubre de 2004    | Kitt Peak            | Spacewatch           |
| 440345 | 2004 TU227             | 8 d'octubre de 2004    | Kitt Peak            | Spacewatch           |
| 440346 | 2004 TN244             | 10 de setembre de 2004 | Kitt Peak            | Spacewatch           |
| 440347 | 2004 TH265             | 9 d'octubre de 2004    | Kitt Peak            | Spacewatch           |
| 440348 | 2004 TZ275             | 9 d'octubre de 2004    | Kitt Peak            | Spacewatch           |
| 440349 | 2004 TL295             | 10 d'octubre de 2004   | Kitt Peak            | Spacewatch           |
| 440350 | 2004 TC296             | 10 d'octubre de 2004   | Kitt Peak            | Spacewatch           |
| 440351 | 2004 TE297             | 11 d'octubre de 2004   | Kitt Peak            | Spacewatch           |
| 440352 | 2004 TC298             | 11 de setembre de 2004 | Socorro              | LINEAR               |
| 440353 | 2004 TR298             | 13 d'octubre de 2004   | Kitt Peak            | Spacewatch           |
| 440354 | 2004 TR350             | 10 d'octubre de 2004   | Kitt Peak            | Buie, M. W.          |
| 440355 | 2004 TB354             | 11 d'octubre de 2004   | Kitt Peak            | Buie, M. W.          |
| 440356 | 2004 TW361             | 13 d'octubre de 2004   | Kitt Peak            | Spacewatch           |
| 440357 | 2004 VO2               | 6 d'octubre de 2004    | Kitt Peak            | Spacewatch           |
| 440358 | 2004 VY10              | 3 de novembre de 2004  | Catalina             | CSS                  |
| 440359 | 2004 VC77              | 9 d'octubre de 2004    | Kitt Peak            | Spacewatch           |
| 440360 | 2004 XC18              | 7 de desembre de 2004  | Socorro              | LINEAR               |
| 440361 | 2004 XA36              | 9 de desembre de 2004  | Vail-Jarnac          | Jarnac               |
| 440362 | 2004 XX39              | 10 de desembre de 2004 | Kitt Peak            | Spacewatch           |
| 440363 | 2004 XU51              | 20 de novembre de 2004 | Kitt Peak            | Spacewatch           |
| 440364 | 2004 XR57              | 10 de desembre de 2004 | Kitt Peak            | Spacewatch           |
| 440365 | 2004 XP58              | 10 de desembre de 2004 | Kitt Peak            | Spacewatch           |
| 440366 | 2004 XS80              | 10 de desembre de 2004 | Socorro              | LINEAR               |
| 440367 | 2004 XL87              | 9 de desembre de 2004  | Catalina             | CSS                  |
| 440368 | 2004 XP103             | 9 de desembre de 2004  | Catalina             | CSS                  |
| 440369 | 2005 AZ12              | 7 de gener de 2005     | Socorro              | LINEAR               |
| 440370 | 2005 AJ18              | 6 de gener de 2005     | Socorro              | LINEAR               |
| 440371 | 2005 AG23              | 7 de gener de 2005     | Socorro              | LINEAR               |
| 440372 | 2005 AJ30              | 9 de gener de 2005     | Catalina             | CSS                  |
| 440373 | 2005 AE74              | 15 de gener de 2005    | Kitt Peak            | Spacewatch           |
| 440374 | 2005 BY28              | 31 de gener de 2005    | Palomar              | NEAT                 |
| 440375 | 2005 BD49              | 16 de gener de 2005    | Catalina             | CSS                  |
| 440376 | 2005 CN18              | 2 de febrer de 2005    | Socorro              | LINEAR               |
| 440377 | 2005 CC36              | 18 de desembre de 2004 | Mount Lemmon         | Mt. Lemmon Survey    |
| 440378 | 2005 CN47              | 2 de febrer de 2005    | Kitt Peak            | Spacewatch           |
| 440379 | 2005 CS47              | 20 de desembre de 2004 | Mount Lemmon         | Mt. Lemmon Survey    |
| 440380 | 2005 CD61              | 3 de febrer de 2005    | Calvin-Rehoboth      | Calvin College       |
| 440381 | 2005 EN91              | 8 de març de 2005      | Kitt Peak            | Spacewatch           |
| 440382 | 2005 ET122             | 1 de febrer de 2005    | Kitt Peak            | Spacewatch           |
| 440383 | 2005 EK126             | 8 de març de 2005      | Mount Lemmon         | Mt. Lemmon Survey    |
| 440384 | 2005 EO238             | 11 de març de 2005     | Kitt Peak            | Spacewatch           |
| 440385 | 2005 ED243             | 11 de març de 2005     | Kitt Peak            | Spacewatch           |
| 440386 | 2005 EP251             | 3 de març de 2005      | Catalina             | CSS                  |
| 440387 | 2005 GO36              | 2 d'abril de 2005      | Mount Lemmon         | Mt. Lemmon Survey    |
| 440388 | 2005 GM57              | 6 d'abril de 2005      | Mount Lemmon         | Mt. Lemmon Survey    |
| 440389 | 2005 GP68              | 2 d'abril de 2005      | Catalina             | CSS                  |
| 440390 | 2005 GG176             | 14 d'abril de 2005     | Kitt Peak            | Spacewatch           |
| 440391 | 2005 GF198             | 10 d'abril de 2005     | Kitt Peak            | Buie, M. W.          |
| 440392 | 2005 GO200             | 16 de març de 2005     | Mount Lemmon         | Mt. Lemmon Survey    |
| 440393 | 2005 JQ20              | 4 de maig de 2005      | Catalina             | CSS                  |
| 440394 | 2005 JN32              | 4 de maig de 2005      | Mount Lemmon         | Mt. Lemmon Survey    |
| 440395 | 2005 JH120             | 10 de maig de 2005     | Kitt Peak            | Spacewatch           |
| 440396 | 2005 JO156             | 4 de maig de 2005      | Mount Lemmon         | Mt. Lemmon Survey    |
| 440397 | 2005 LU20              | 4 de juny de 2005      | Kitt Peak            | Spacewatch           |
| 440398 | 2005 MN14              | 28 de juny de 2005     | Palomar              | NEAT                 |
| 440399 | 2005 NW3               | 2 de juliol de 2005    | Kitt Peak            | Spacewatch           |
| 440400 | 2005 NQ19              | 13 de juny de 2005     | Mount Lemmon         | Mt. Lemmon Survey    |

## 440401– 440500
| Nom    | Designació provisional | Data de descobriment   | Lloc de descobriment | Descobridor/s        |
| ------ | ---------------------- | ---------------------- | -------------------- | -------------------- |
| 440401 | 2005 NS28              | 5 de juliol de 2005    | Palomar              | NEAT                 |
| 440402 | 2005 NO41              | 4 de juliol de 2005    | Mount Lemmon         | Mt. Lemmon Survey    |
| 440403 | 2005 ND45              | 4 de juliol de 2005    | Kitt Peak            | Spacewatch           |
| 440404 | 2005 NT64              | 1 de juliol de 2005    | Kitt Peak            | Spacewatch           |
| 440405 | 2005 NW67              | 3 de juliol de 2005    | Mount Lemmon         | Mt. Lemmon Survey    |
| 440406 | 2005 OK1               | 19 de juliol de 2005   | Palomar              | NEAT                 |
| 440407 | 2005 OU21              | 29 de juliol de 2005   | Palomar              | NEAT                 |
| 440408 | 2005 PM3               | 6 d'agost de 2005      | Pla D'Arguines       | Pla D'Arguines       |
| 440409 | 2005 QZ4               | 25 d'agost de 2005     | Palomar              | NEAT                 |
| 440410 | 2005 QA25              | 27 d'agost de 2005     | Kitt Peak            | Spacewatch           |
| 440411 | 2005 QS28              | 26 d'agost de 2005     | Vallemare Borbona    | Casulli, V. S.       |
| 440412 | 2005 QG32              | 24 d'agost de 2005     | Palomar              | NEAT                 |
| 440413 | 2005 QD34              | 25 d'agost de 2005     | Palomar              | NEAT                 |
| 440414 | 2005 QY62              | 26 d'agost de 2005     | Palomar              | NEAT                 |
| 440415 | 2005 QR68              | 28 d'agost de 2005     | Siding Spring        | Siding Spring Survey |
| 440416 | 2005 QR80              | 17 de juny de 2005     | Mount Lemmon         | Mt. Lemmon Survey    |
| 440417 | 2005 QS80              | 28 d'agost de 2005     | Anderson Mesa        | LONEOS               |
| 440418 | 2005 QL83              | 29 d'agost de 2005     | Kitt Peak            | Spacewatch           |
| 440419 | 2005 QE114             | 27 d'agost de 2005     | Palomar              | NEAT                 |
| 440420 | 2005 QW129             | 28 d'agost de 2005     | Kitt Peak            | Spacewatch           |
| 440421 | 2005 QT170             | 29 d'agost de 2005     | Palomar              | NEAT                 |
| 440422 | 2005 QX180             | 29 d'agost de 2005     | Kitt Peak            | Spacewatch           |
| 440423 | 2005 RB15              | 1 de setembre de 2005  | Kitt Peak            | Spacewatch           |
| 440424 | 2005 RM22              | 31 d'agost de 2005     | Socorro              | LINEAR               |
| 440425 | 2005 RG33              | 14 de setembre de 2005 | Kitt Peak            | Spacewatch           |
| 440426 | 2005 RC45              | 8 de setembre de 2005  | Bergisch Gladbach    | Bickel, W.           |
| 440427 | 2005 RF48              | 14 de setembre de 2005 | Apache Point         | Becker, A. C.        |
| 440428 | 2005 RU51              | 1 de setembre de 2005  | Kitt Peak            | Spacewatch           |
| 440429 | 2005 SK8               | 25 de setembre de 2005 | Kitt Peak            | Spacewatch           |
| 440430 | 2005 SO8               | 25 de setembre de 2005 | Kitt Peak            | Spacewatch           |
| 440431 | 2005 SF21              | 26 de setembre de 2005 | Kitt Peak            | Spacewatch           |
| 440432 | 2005 SR21              | 27 de setembre de 2005 | Socorro              | LINEAR               |
| 440433 | 2005 SA22              | 23 de setembre de 2005 | Kitt Peak            | Spacewatch           |
| 440434 | 2005 SL22              | 23 de setembre de 2005 | Kitt Peak            | Spacewatch           |
| 440435 | 2005 SZ22              | 23 de setembre de 2005 | Kitt Peak            | Spacewatch           |
| 440436 | 2005 SB31              | 23 de setembre de 2005 | Kitt Peak            | Spacewatch           |
| 440437 | 2005 SM32              | 23 de setembre de 2005 | Kitt Peak            | Spacewatch           |
| 440438 | 2005 SS38              | 24 de setembre de 2005 | Kitt Peak            | Spacewatch           |
| 440439 | 2005 SA40              | 24 de setembre de 2005 | Kitt Peak            | Spacewatch           |
| 440440 | 2005 SO43              | 24 de setembre de 2005 | Kitt Peak            | Spacewatch           |
| 440441 | 2005 SJ45              | 24 de setembre de 2005 | Kitt Peak            | Spacewatch           |
| 440442 | 2005 SP45              | 24 de setembre de 2005 | Kitt Peak            | Spacewatch           |
| 440443 | 2005 SN47              | 24 de setembre de 2005 | Kitt Peak            | Spacewatch           |
| 440444 | 2005 SU48              | 24 de setembre de 2005 | Kitt Peak            | Spacewatch           |
| 440445 | 2005 SG59              | 26 de setembre de 2005 | Kitt Peak            | Spacewatch           |
| 440446 | 2005 SS74              | 24 de setembre de 2005 | Kitt Peak            | Spacewatch           |
| 440447 | 2005 SD75              | 24 de setembre de 2005 | Kitt Peak            | Spacewatch           |
| 440448 | 2005 SH76              | 24 de setembre de 2005 | Kitt Peak            | Spacewatch           |
| 440449 | 2005 SJ76              | 24 de setembre de 2005 | Kitt Peak            | Spacewatch           |
| 440450 | 2005 SE88              | 24 de setembre de 2005 | Kitt Peak            | Spacewatch           |
| 440451 | 2005 SD92              | 24 de setembre de 2005 | Kitt Peak            | Spacewatch           |
| 440452 | 2005 SL92              | 24 de setembre de 2005 | Kitt Peak            | Spacewatch           |
| 440453 | 2005 SP97              | 25 de setembre de 2005 | Palomar              | NEAT                 |
| 440454 | 2005 SO98              | 24 de setembre de 2005 | Kitt Peak            | Spacewatch           |
| 440455 | 2005 SZ132             | 29 de setembre de 2005 | Kitt Peak            | Spacewatch           |
| 440456 | 2005 SR149             | 25 de setembre de 2005 | Kitt Peak            | Spacewatch           |
| 440457 | 2005 SG151             | 25 de setembre de 2005 | Kitt Peak            | Spacewatch           |
| 440458 | 2005 SW158             | 26 de setembre de 2005 | Kitt Peak            | Spacewatch           |
| 440459 | 2005 SB160             | 27 de setembre de 2005 | Kitt Peak            | Spacewatch           |
| 440460 | 2005 ST174             | 29 de setembre de 2005 | Kitt Peak            | Spacewatch           |
| 440461 | 2005 SY175             | 29 de setembre de 2005 | Kitt Peak            | Spacewatch           |
| 440462 | 2005 SC176             | 29 de setembre de 2005 | Kitt Peak            | Spacewatch           |
| 440463 | 2005 SN182             | 29 de setembre de 2005 | Kitt Peak            | Spacewatch           |
| 440464 | 2005 SH198             | 30 de setembre de 2005 | Mount Lemmon         | Mt. Lemmon Survey    |
| 440465 | 2005 ST200             | 30 de setembre de 2005 | Kitt Peak            | Spacewatch           |
| 440466 | 2005 SH208             | 30 de setembre de 2005 | Kitt Peak            | Spacewatch           |
| 440467 | 2005 SS221             | 30 de setembre de 2005 | Catalina             | CSS                  |
| 440468 | 2005 SM240             | 30 de setembre de 2005 | Kitt Peak            | Spacewatch           |
| 440469 | 2005 SU241             | 30 de setembre de 2005 | Kitt Peak            | Spacewatch           |
| 440470 | 2005 SF242             | 30 de setembre de 2005 | Kitt Peak            | Spacewatch           |
| 440471 | 2005 SA243             | 30 de setembre de 2005 | Mount Lemmon         | Mt. Lemmon Survey    |
| 440472 | 2005 SA257             | 22 de setembre de 2005 | Palomar              | NEAT                 |
| 440473 | 2005 SO263             | 23 de setembre de 2005 | Kitt Peak            | Spacewatch           |
| 440474 | 2005 SU263             | 23 de setembre de 2005 | Kitt Peak            | Spacewatch           |
| 440475 | 2005 SB269             | 25 de setembre de 2005 | Kitt Peak            | Spacewatch           |
| 440476 | 2005 SQ271             | 30 de setembre de 2005 | Anderson Mesa        | LONEOS               |
| 440477 | 2005 SK288             | 27 de setembre de 2005 | Apache Point         | Becker, A. C.        |
| 440478 | 2005 ST288             | 27 de setembre de 2005 | Apache Point         | Becker, A. C.        |
| 440479 | 2005 TX6               | 1 d'octubre de 2005    | Catalina             | CSS                  |
| 440480 | 2005 TU13              | 1 d'octubre de 2005    | Goodricke-Pigott     | Tucker, R. A.        |
| 440481 | 2005 TX13              | 14 de setembre de 2005 | Kitt Peak            | Spacewatch           |
| 440482 | 2005 TY16              | 1 d'octubre de 2005    | Socorro              | LINEAR               |
| 440483 | 2005 TY45              | 24 de setembre de 2005 | Kitt Peak            | Spacewatch           |
| 440484 | 2005 TO47              | 5 d'octubre de 2005    | Kitt Peak            | Spacewatch           |
| 440485 | 2005 TR47              | 5 d'octubre de 2005    | Kitt Peak            | Spacewatch           |
| 440486 | 2005 TB50              | 30 de setembre de 2005 | Catalina             | CSS                  |
| 440487 | 2005 TS60              | 3 d'octubre de 2005    | Kitt Peak            | Spacewatch           |
| 440488 | 2005 TE84              | 3 d'octubre de 2005    | Kitt Peak            | Spacewatch           |
| 440489 | 2005 TT85              | 3 d'octubre de 2005    | Kitt Peak            | Spacewatch           |
| 440490 | 2005 TM101             | 1 d'octubre de 2005    | Catalina             | CSS                  |
| 440491 | 2005 TA102             | 7 d'octubre de 2005    | Mount Lemmon         | Mt. Lemmon Survey    |
| 440492 | 2005 TK106             | 9 d'octubre de 2005    | Kitt Peak            | Spacewatch           |
| 440493 | 2005 TU110             | 29 de setembre de 2005 | Kitt Peak            | Spacewatch           |
| 440494 | 2005 TW111             | 7 d'octubre de 2005    | Kitt Peak            | Spacewatch           |
| 440495 | 2005 TZ112             | 27 de setembre de 2005 | Kitt Peak            | Spacewatch           |
| 440496 | 2005 TA134             | 10 d'octubre de 2005   | Catalina             | CSS                  |
| 440497 | 2005 TX141             | 8 d'octubre de 2005    | Kitt Peak            | Spacewatch           |
| 440498 | 2005 TO144             | 23 de setembre de 2005 | Kitt Peak            | Spacewatch           |
| 440499 | 2005 TZ146             | 8 d'octubre de 2005    | Kitt Peak            | Spacewatch           |
| 440500 | 2005 TP162             | 9 d'octubre de 2005    | Kitt Peak            | Spacewatch           |

## 440501– 440600
| Nom    | Designació provisional | Data de descobriment   | Lloc de descobriment | Descobridor/s     |
| ------ | ---------------------- | ---------------------- | -------------------- | ----------------- |
| 440501 | 2005 TX166             | 29 de setembre de 2005 | Kitt Peak            | Spacewatch        |
| 440502 | 2005 TG187             | 6 d'octubre de 2005    | Kitt Peak            | Spacewatch        |
| 440503 | 2005 TW193             | 1 d'octubre de 2005    | Mount Lemmon         | Mt. Lemmon Survey |
| 440504 | 2005 TY193             | 1 d'octubre de 2005    | Mount Lemmon         | Mt. Lemmon Survey |
| 440505 | 2005 TC194             | 1 d'octubre de 2005    | Kitt Peak            | Spacewatch        |
| 440506 | 2005 TC196             | 7 d'octubre de 2005    | Kitt Peak            | Spacewatch        |
| 440507 | 2005 UF25              | 23 d'octubre de 2005   | Kitt Peak            | Spacewatch        |
| 440508 | 2005 UW27              | 23 d'octubre de 2005   | Kitt Peak            | Spacewatch        |
| 440509 | 2005 UW30              | 24 d'octubre de 2005   | Kitt Peak            | Spacewatch        |
| 440510 | 2005 UD35              | 24 d'octubre de 2005   | Kitt Peak            | Spacewatch        |
| 440511 | 2005 UM35              | 24 d'octubre de 2005   | Kitt Peak            | Spacewatch        |
| 440512 | 2005 UZ35              | 24 d'octubre de 2005   | Kitt Peak            | Spacewatch        |
| 440513 | 2005 UB36              | 24 d'octubre de 2005   | Kitt Peak            | Spacewatch        |
| 440514 | 2005 US39              | 24 d'octubre de 2005   | Kitt Peak            | Spacewatch        |
| 440515 | 2005 UT41              | 5 d'octubre de 2005    | Kitt Peak            | Spacewatch        |
| 440516 | 2005 US56              | 24 d'octubre de 2005   | Anderson Mesa        | LONEOS            |
| 440517 | 2005 UQ60              | 25 d'octubre de 2005   | Mount Lemmon         | Mt. Lemmon Survey |
| 440518 | 2005 UQ70              | 23 d'octubre de 2005   | Catalina             | CSS               |
| 440519 | 2005 UT72              | 23 d'octubre de 2005   | Palomar              | NEAT              |
| 440520 | 2005 UP82              | 22 d'octubre de 2005   | Kitt Peak            | Spacewatch        |
| 440521 | 2005 UW84              | 22 d'octubre de 2005   | Kitt Peak            | Spacewatch        |
| 440522 | 2005 UQ87              | 22 d'octubre de 2005   | Kitt Peak            | Spacewatch        |
| 440523 | 2005 UH88              | 22 d'octubre de 2005   | Kitt Peak            | Spacewatch        |
| 440524 | 2005 UA89              | 22 d'octubre de 2005   | Kitt Peak            | Spacewatch        |
| 440525 | 2005 UX89              | 22 d'octubre de 2005   | Kitt Peak            | Spacewatch        |
| 440526 | 2005 UD92              | 22 d'octubre de 2005   | Kitt Peak            | Spacewatch        |
| 440527 | 2005 UJ95              | 22 d'octubre de 2005   | Kitt Peak            | Spacewatch        |
| 440528 | 2005 UN99              | 22 d'octubre de 2005   | Kitt Peak            | Spacewatch        |
| 440529 | 2005 UB100             | 22 d'octubre de 2005   | Kitt Peak            | Spacewatch        |
| 440530 | 2005 UU101             | 22 d'octubre de 2005   | Kitt Peak            | Spacewatch        |
| 440531 | 2005 UX105             | 22 d'octubre de 2005   | Kitt Peak            | Spacewatch        |
| 440532 | 2005 UE120             | 12 d'octubre de 2005   | Kitt Peak            | Spacewatch        |
| 440533 | 2005 UD129             | 24 d'octubre de 2005   | Kitt Peak            | Spacewatch        |
| 440534 | 2005 UA136             | 25 d'octubre de 2005   | Mount Lemmon         | Mt. Lemmon Survey |
| 440535 | 2005 UA147             | 26 d'octubre de 2005   | Kitt Peak            | Spacewatch        |
| 440536 | 2005 UL152             | 26 d'octubre de 2005   | Kitt Peak            | Spacewatch        |
| 440537 | 2005 UK158             | 10 d'octubre de 2005   | Catalina             | CSS               |
| 440538 | 2005 UJ165             | 24 d'octubre de 2005   | Kitt Peak            | Spacewatch        |
| 440539 | 2005 UA177             | 24 d'octubre de 2005   | Kitt Peak            | Spacewatch        |
| 440540 | 2005 UR180             | 1 d'octubre de 2005    | Mount Lemmon         | Mt. Lemmon Survey |
| 440541 | 2005 UH186             | 25 d'octubre de 2005   | Mount Lemmon         | Mt. Lemmon Survey |
| 440542 | 2005 UW195             | 29 de setembre de 2005 | Mount Lemmon         | Mt. Lemmon Survey |
| 440543 | 2005 UQ196             | 24 d'octubre de 2005   | Kitt Peak            | Spacewatch        |
| 440544 | 2005 UU218             | 25 d'octubre de 2005   | Kitt Peak            | Spacewatch        |
| 440545 | 2005 UQ222             | 25 d'octubre de 2005   | Kitt Peak            | Spacewatch        |
| 440546 | 2005 UT224             | 25 d'octubre de 2005   | Kitt Peak            | Spacewatch        |
| 440547 | 2005 UJ225             | 25 d'octubre de 2005   | Kitt Peak            | Spacewatch        |
| 440548 | 2005 UD236             | 25 d'octubre de 2005   | Kitt Peak            | Spacewatch        |
| 440549 | 2005 UN237             | 25 d'octubre de 2005   | Kitt Peak            | Spacewatch        |
| 440550 | 2005 UX253             | 28 d'octubre de 2005   | Catalina             | CSS               |
| 440551 | 2005 US254             | 22 d'octubre de 2005   | Kitt Peak            | Spacewatch        |
| 440552 | 2005 UF261             | 25 d'octubre de 2005   | Mount Lemmon         | Mt. Lemmon Survey |
| 440553 | 2005 UH261             | 25 d'octubre de 2005   | Mount Lemmon         | Mt. Lemmon Survey |
| 440554 | 2005 UP263             | 27 d'octubre de 2005   | Kitt Peak            | Spacewatch        |
| 440555 | 2005 UX264             | 27 d'octubre de 2005   | Mount Lemmon         | Mt. Lemmon Survey |
| 440556 | 2005 UD265             | 27 d'octubre de 2005   | Kitt Peak            | Spacewatch        |
| 440557 | 2005 UG278             | 24 d'octubre de 2005   | Kitt Peak            | Spacewatch        |
| 440558 | 2005 UN297             | 26 d'octubre de 2005   | Kitt Peak            | Spacewatch        |
| 440559 | 2005 UO299             | 26 d'octubre de 2005   | Kitt Peak            | Spacewatch        |
| 440560 | 2005 UA311             | 29 d'octubre de 2005   | Mount Lemmon         | Mt. Lemmon Survey |
| 440561 | 2005 UM324             | 29 d'octubre de 2005   | Kitt Peak            | Spacewatch        |
| 440562 | 2005 UD325             | 18 de novembre de 2000 | Kitt Peak            | Spacewatch        |
| 440563 | 2005 US327             | 29 d'octubre de 2005   | Kitt Peak            | Spacewatch        |
| 440564 | 2005 UX329             | 28 d'octubre de 2005   | Kitt Peak            | Spacewatch        |
| 440565 | 2005 UX331             | 29 d'octubre de 2005   | Kitt Peak            | Spacewatch        |
| 440566 | 2005 UG332             | 29 d'octubre de 2005   | Catalina             | CSS               |
| 440567 | 2005 UK355             | 29 d'octubre de 2005   | Catalina             | CSS               |
| 440568 | 2005 UP360             | 27 d'octubre de 2005   | Kitt Peak            | Spacewatch        |
| 440569 | 2005 UX382             | 27 d'octubre de 2005   | Anderson Mesa        | LONEOS            |
| 440570 | 2005 UJ385             | 27 d'octubre de 2005   | Kitt Peak            | Spacewatch        |
| 440571 | 2005 UX395             | 30 d'octubre de 2005   | Catalina             | CSS               |
| 440572 | 2005 UG404             | 29 d'octubre de 2005   | Mount Lemmon         | Mt. Lemmon Survey |
| 440573 | 2005 UL407             | 1 d'octubre de 2005    | Kitt Peak            | Spacewatch        |
| 440574 | 2005 UE422             | 27 d'octubre de 2005   | Mount Lemmon         | Mt. Lemmon Survey |
| 440575 | 2005 UG424             | 28 d'octubre de 2005   | Kitt Peak            | Spacewatch        |
| 440576 | 2005 UN427             | 13 d'octubre de 1998   | Kitt Peak            | Spacewatch        |
| 440577 | 2005 UL446             | 29 d'octubre de 2005   | Catalina             | CSS               |
| 440578 | 2005 UT467             | 30 d'octubre de 2005   | Kitt Peak            | Spacewatch        |
| 440579 | 2005 UW467             | 30 d'octubre de 2005   | Kitt Peak            | Spacewatch        |
| 440580 | 2005 UG473             | 30 d'octubre de 2005   | Mount Lemmon         | Mt. Lemmon Survey |
| 440581 | 2005 UM477             | 26 d'octubre de 2005   | Anderson Mesa        | LONEOS            |
| 440582 | 2005 UU484             | 22 d'octubre de 2005   | Catalina             | CSS               |
| 440583 | 2005 UA489             | 10 d'octubre de 2005   | Catalina             | CSS               |
| 440584 | 2005 UH501             | 27 d'octubre de 2005   | Catalina             | CSS               |
| 440585 | 2005 UT502             | 31 d'octubre de 2005   | Anderson Mesa        | LONEOS            |
| 440586 | 2005 UN508             | 27 d'octubre de 2005   | Anderson Mesa        | LONEOS            |
| 440587 | 2005 UU510             | 25 d'octubre de 2005   | Mount Lemmon         | Mt. Lemmon Survey |
| 440588 | 2005 UV511             | 28 d'octubre de 2005   | Mount Lemmon         | Mt. Lemmon Survey |
| 440589 | 2005 UM519             | 23 de setembre de 2005 | Kitt Peak            | Spacewatch        |
| 440590 | 2005 UQ523             | 27 d'octubre de 2005   | Apache Point         | Becker, A. C.     |
| 440591 | 2005 UP525             | 25 d'octubre de 2005   | Mount Lemmon         | Mt. Lemmon Survey |
| 440592 | 2005 UE526             | 31 d'octubre de 2005   | Kitt Peak            | Spacewatch        |
| 440593 | 2005 UW526             | 27 d'octubre de 2005   | Mount Lemmon         | Mt. Lemmon Survey |
| 440594 | 2005 UH529             | 24 d'octubre de 2005   | Kitt Peak            | Spacewatch        |
| 440595 | 2005 VG8               | 1 de novembre de 2005  | Kitt Peak            | Spacewatch        |
| 440596 | 2005 VY10              | 22 d'octubre de 2005   | Kitt Peak            | Spacewatch        |
| 440597 | 2005 VY25              | 25 d'octubre de 2005   | Kitt Peak            | Spacewatch        |
| 440598 | 2005 VR31              | 4 de novembre de 2005  | Kitt Peak            | Spacewatch        |
| 440599 | 2005 VC32              | 25 d'octubre de 2005   | Mount Lemmon         | Mt. Lemmon Survey |
| 440600 | 2005 VD32              | 30 de setembre de 2005 | Mount Lemmon         | Mt. Lemmon Survey |

## 440601– 440700
| Nom    | Designació provisional | Data de descobriment   | Lloc de descobriment | Descobridor/s     |
| ------ | ---------------------- | ---------------------- | -------------------- | ----------------- |
| 440601 | 2005 VC33              | 4 de novembre de 2005  | Kitt Peak            | Spacewatch        |
| 440602 | 2005 VT54              | 25 d'octubre de 2005   | Kitt Peak            | Spacewatch        |
| 440603 | 2005 VQ62              | 1 d'octubre de 2005    | Catalina             | CSS               |
| 440604 | 2005 VC66              | 25 d'octubre de 2005   | Kitt Peak            | Spacewatch        |
| 440605 | 2005 VS67              | 28 d'octubre de 2005   | Kitt Peak            | Spacewatch        |
| 440606 | 2005 VK72              | 1 de novembre de 2005  | Mount Lemmon         | Mt. Lemmon Survey |
| 440607 | 2005 VB76              | 1 d'octubre de 2005    | Catalina             | CSS               |
| 440608 | 2005 VM80              | 25 d'octubre de 2005   | Kitt Peak            | Spacewatch        |
| 440609 | 2005 VQ95              | 6 de novembre de 2005  | Kitt Peak            | Spacewatch        |
| 440610 | 2005 VJ101             | 25 d'octubre de 2005   | Kitt Peak            | Spacewatch        |
| 440611 | 2005 VO112             | 8 de novembre de 2005  | Socorro              | LINEAR            |
| 440612 | 2005 VJ114             | 27 d'octubre de 2005   | Mount Lemmon         | Mt. Lemmon Survey |
| 440613 | 2005 VD117             | 11 de novembre de 2005 | Kitt Peak            | Spacewatch        |
| 440614 | 2005 VM117             | 11 de novembre de 2005 | Kitt Peak            | Spacewatch        |
| 440615 | 2005 VW117             | 1 de novembre de 2005  | Catalina             | CSS               |
| 440616 | 2005 VA130             | 8 d'octubre de 2005    | Kitt Peak            | Spacewatch        |
| 440617 | 2005 WQ2               | 22 de novembre de 2005 | Socorro              | LINEAR            |
| 440618 | 2005 WJ3               | 20 de novembre de 2005 | Palomar              | NEAT              |
| 440619 | 2005 WS9               | 21 de novembre de 2005 | Junk Bond            | Healy, D.         |
| 440620 | 2005 WG10              | 31 d'octubre de 2005   | Mount Lemmon         | Mt. Lemmon Survey |
| 440621 | 2005 WV12              | 22 de novembre de 2005 | Kitt Peak            | Spacewatch        |
| 440622 | 2005 WV22              | 30 d'octubre de 2005   | Mount Lemmon         | Mt. Lemmon Survey |
| 440623 | 2005 WH27              | 28 d'octubre de 2005   | Mount Lemmon         | Mt. Lemmon Survey |
| 440624 | 2005 WS33              | 21 de novembre de 2005 | Kitt Peak            | Spacewatch        |
| 440625 | 2005 WA34              | 21 de novembre de 2005 | Kitt Peak            | Spacewatch        |
| 440626 | 2005 WG38              | 22 de novembre de 2005 | Kitt Peak            | Spacewatch        |
| 440627 | 2005 WS45              | 25 d'octubre de 2005   | Mount Lemmon         | Mt. Lemmon Survey |
| 440628 | 2005 WL48              | 25 de novembre de 2005 | Kitt Peak            | Spacewatch        |
| 440629 | 2005 WC51              | 25 de novembre de 2005 | Kitt Peak            | Spacewatch        |
| 440630 | 2005 WH59              | 25 d'octubre de 2005   | Catalina             | CSS               |
| 440631 | 2005 WD65              | 25 d'octubre de 2005   | Catalina             | CSS               |
| 440632 | 2005 WN69              | 26 de novembre de 2005 | Kitt Peak            | Spacewatch        |
| 440633 | 2005 WC71              | 21 de novembre de 2005 | Catalina             | CSS               |
| 440634 | 2005 WN71              | 25 d'octubre de 2005   | Kitt Peak            | Spacewatch        |
| 440635 | 2005 WM72              | 25 de novembre de 2005 | Kitt Peak            | Spacewatch        |
| 440636 | 2005 WM75              | 1 de novembre de 2005  | Kitt Peak            | Spacewatch        |
| 440637 | 2005 WJ82              | 30 d'octubre de 2005   | Kitt Peak            | Spacewatch        |
| 440638 | 2005 WS83              | 30 d'octubre de 2005   | Mount Lemmon         | Mt. Lemmon Survey |
| 440639 | 2005 WP87              | 28 de novembre de 2005 | Mount Lemmon         | Mt. Lemmon Survey |
| 440640 | 2005 WM90              | 28 de novembre de 2005 | Socorro              | LINEAR            |
| 440641 | 2005 WK106             | 28 d'octubre de 2005   | Mount Lemmon         | Mt. Lemmon Survey |
| 440642 | 2005 WP107             | 25 de novembre de 2005 | Catalina             | CSS               |
| 440643 | 2005 WL108             | 28 d'octubre de 2005   | Kitt Peak            | Spacewatch        |
| 440644 | 2005 WT116             | 30 de novembre de 2005 | Mount Lemmon         | Mt. Lemmon Survey |
| 440645 | 2005 WB117             | 21 de novembre de 2005 | Catalina             | CSS               |
| 440646 | 2005 WM127             | 25 de novembre de 2005 | Mount Lemmon         | Mt. Lemmon Survey |
| 440647 | 2005 WY135             | 26 de novembre de 2005 | Kitt Peak            | Spacewatch        |
| 440648 | 2005 WB164             | 29 de novembre de 2005 | Kitt Peak            | Spacewatch        |
| 440649 | 2005 WO164             | 29 de novembre de 2005 | Mount Lemmon         | Mt. Lemmon Survey |
| 440650 | 2005 WL166             | 29 de novembre de 2005 | Mount Lemmon         | Mt. Lemmon Survey |
| 440651 | 2005 WN177             | 30 de novembre de 2005 | Kitt Peak            | Spacewatch        |
| 440652 | 2005 WE178             | 30 de novembre de 2005 | Kitt Peak            | Spacewatch        |
| 440653 | 2005 WK178             | 30 de novembre de 2005 | Kitt Peak            | Spacewatch        |
| 440654 | 2005 WB184             | 28 de novembre de 2005 | Socorro              | LINEAR            |
| 440655 | 2005 WQ207             | 21 de novembre de 2005 | Kitt Peak            | Spacewatch        |
| 440656 | 2005 WJ208             | 26 de novembre de 2005 | Kitt Peak            | Spacewatch        |
| 440657 | 2005 XM1               | 28 d'octubre de 2005   | Mount Lemmon         | Mt. Lemmon Survey |
| 440658 | 2005 XN14              | 1 de desembre de 2005  | Kitt Peak            | Spacewatch        |
| 440659 | 2005 XF25              | 4 de desembre de 2005  | Kitt Peak            | Spacewatch        |
| 440660 | 2005 XM28              | 1 de desembre de 2005  | Catalina             | CSS               |
| 440661 | 2005 XG34              | 4 de desembre de 2005  | Kitt Peak            | Spacewatch        |
| 440662 | 2005 XB36              | 4 de desembre de 2005  | Kitt Peak            | Spacewatch        |
| 440663 | 2005 XO58              | 26 de novembre de 2005 | Mount Lemmon         | Mt. Lemmon Survey |
| 440664 | 2005 XV61              | 25 d'octubre de 2005   | Kitt Peak            | Spacewatch        |
| 440665 | 2005 XT62              | 5 de desembre de 2005  | Mount Lemmon         | Mt. Lemmon Survey |
| 440666 | 2005 XH63              | 5 de desembre de 2005  | Mount Lemmon         | Mt. Lemmon Survey |
| 440667 | 2005 XV67              | 25 de novembre de 2005 | Kitt Peak            | Spacewatch        |
| 440668 | 2005 XU81              | 7 de desembre de 2005  | Kitt Peak            | Spacewatch        |
| 440669 | 2005 XJ82              | 10 de desembre de 2005 | Kitt Peak            | Spacewatch        |
| 440670 | 2005 YL4               | 22 de desembre de 2005 | Nogales              | Merlin, J.-C.     |
| 440671 | 2005 YV16              | 22 de desembre de 2005 | Kitt Peak            | Spacewatch        |
| 440672 | 2005 YU17              | 23 de desembre de 2005 | Kitt Peak            | Spacewatch        |
| 440673 | 2005 YC19              | 25 de novembre de 2005 | Kitt Peak            | Spacewatch        |
| 440674 | 2005 YJ19              | 24 de desembre de 2005 | Kitt Peak            | Spacewatch        |
| 440675 | 2005 YP20              | 24 de desembre de 2005 | Kitt Peak            | Spacewatch        |
| 440676 | 2005 YE27              | 22 de desembre de 2005 | Kitt Peak            | Spacewatch        |
| 440677 | 2005 YJ31              | 4 de desembre de 2005  | Mount Lemmon         | Mt. Lemmon Survey |
| 440678 | 2005 YU33              | 24 de desembre de 2005 | Kitt Peak            | Spacewatch        |
| 440679 | 2005 YV36              | 25 de desembre de 2005 | Kitt Peak            | Spacewatch        |
| 440680 | 2005 YW36              | 23 de desembre de 2005 | Mauna Kea            | Tholen, D. J.     |
| 440681 | 2005 YG37              | 21 de desembre de 2005 | Catalina             | CSS               |
| 440682 | 2005 YX41              | 22 de desembre de 2005 | Kitt Peak            | Spacewatch        |
| 440683 | 2005 YG56              | 21 de desembre de 2005 | Catalina             | CSS               |
| 440684 | 2005 YC59              | 25 de desembre de 2005 | Mount Lemmon         | Mt. Lemmon Survey |
| 440685 | 2005 YU61              | 24 de desembre de 2005 | Kitt Peak            | Spacewatch        |
| 440686 | 2005 YJ62              | 24 de desembre de 2005 | Kitt Peak            | Spacewatch        |
| 440687 | 2005 YV62              | 24 de desembre de 2005 | Kitt Peak            | Spacewatch        |
| 440688 | 2005 YF64              | 24 de desembre de 2005 | Kitt Peak            | Spacewatch        |
| 440689 | 2005 YK68              | 26 de desembre de 2005 | Kitt Peak            | Spacewatch        |
| 440690 | 2005 YO73              | 24 de desembre de 2005 | Kitt Peak            | Spacewatch        |
| 440691 | 2005 YP73              | 24 de desembre de 2005 | Kitt Peak            | Spacewatch        |
| 440692 | 2005 YY73              | 24 de desembre de 2005 | Kitt Peak            | Spacewatch        |
| 440693 | 2005 YJ81              | 24 de desembre de 2005 | Kitt Peak            | Spacewatch        |
| 440694 | 2005 YF82              | 24 de desembre de 2005 | Kitt Peak            | Spacewatch        |
| 440695 | 2005 YV83              | 24 de desembre de 2005 | Kitt Peak            | Spacewatch        |
| 440696 | 2005 YM93              | 10 de desembre de 2005 | Catalina             | CSS               |
| 440697 | 2005 YD94              | 26 de desembre de 2005 | Catalina             | CSS               |
| 440698 | 2005 YK94              | 22 de desembre de 2005 | Catalina             | CSS               |
| 440699 | 2005 YD96              | 25 de desembre de 2005 | Kitt Peak            | Spacewatch        |
| 440700 | 2005 YV100             | 2 de desembre de 2005  | Mount Lemmon         | Mt. Lemmon Survey |

## 440701– 440800
| Nom    | Designació provisional | Data de descobriment   | Lloc de descobriment | Descobridor/s     |
| ------ | ---------------------- | ---------------------- | -------------------- | ----------------- |
| 440701 | 2005 YW123             | 25 de desembre de 2005 | Kitt Peak            | Spacewatch        |
| 440702 | 2005 YO125             | 26 de desembre de 2005 | Kitt Peak            | Spacewatch        |
| 440703 | 2005 YF132             | 25 de desembre de 2005 | Mount Lemmon         | Mt. Lemmon Survey |
| 440704 | 2005 YZ141             | 28 de desembre de 2005 | Mount Lemmon         | Mt. Lemmon Survey |
| 440705 | 2005 YT153             | 29 de desembre de 2005 | Kitt Peak            | Spacewatch        |
| 440706 | 2005 YS158             | 27 de desembre de 2005 | Kitt Peak            | Spacewatch        |
| 440707 | 2005 YK173             | 24 de desembre de 2005 | Socorro              | LINEAR            |
| 440708 | 2005 YG190             | 30 de desembre de 2005 | Kitt Peak            | Spacewatch        |
| 440709 | 2005 YL190             | 30 de desembre de 2005 | Kitt Peak            | Spacewatch        |
| 440710 | 2005 YV190             | 30 de novembre de 2005 | Mount Lemmon         | Mt. Lemmon Survey |
| 440711 | 2005 YS195             | 31 de desembre de 2005 | Kitt Peak            | Spacewatch        |
| 440712 | 2005 YR200             | 22 de desembre de 2005 | Kitt Peak            | Spacewatch        |
| 440713 | 2005 YX200             | 22 de desembre de 2005 | Kitt Peak            | Spacewatch        |
| 440714 | 2005 YK219             | 31 de desembre de 2005 | Kitt Peak            | Spacewatch        |
| 440715 | 2005 YX231             | 27 de desembre de 2005 | Nyukasa              | Nyukasa           |
| 440716 | 2005 YP247             | 30 de desembre de 2005 | Kitt Peak            | Spacewatch        |
| 440717 | 2005 YV248             | 28 de desembre de 2005 | Kitt Peak            | Spacewatch        |
| 440718 | 2005 YA269             | 30 d'octubre de 2005   | Kitt Peak            | Spacewatch        |
| 440719 | 2005 YT286             | 6 de desembre de 2005  | Mount Lemmon         | Mt. Lemmon Survey |
| 440720 | 2006 AZ24              | 4 de desembre de 2005  | Mount Lemmon         | Mt. Lemmon Survey |
| 440721 | 2006 AR27              | 5 de gener de 2006     | Kitt Peak            | Spacewatch        |
| 440722 | 2006 AV35              | 4 de gener de 2006     | Mount Lemmon         | Mt. Lemmon Survey |
| 440723 | 2006 AT37              | 4 de gener de 2006     | Kitt Peak            | Spacewatch        |
| 440724 | 2006 AS43              | 7 de gener de 2006     | Mount Lemmon         | Mt. Lemmon Survey |
| 440725 | 2006 AC44              | 7 de gener de 2006     | Anderson Mesa        | LONEOS            |
| 440726 | 2006 AN49              | 30 de desembre de 2005 | Kitt Peak            | Spacewatch        |
| 440727 | 2006 AY54              | 5 de gener de 2006     | Kitt Peak            | Spacewatch        |
| 440728 | 2006 AO58              | 4 de gener de 2006     | Mount Lemmon         | Mt. Lemmon Survey |
| 440729 | 2006 AA71              | 6 de gener de 2006     | Kitt Peak            | Spacewatch        |
| 440730 | 2006 AJ88              | 5 de gener de 2006     | Kitt Peak            | Spacewatch        |
| 440731 | 2006 BA6               | 5 d'octubre de 2005    | Kitt Peak            | Spacewatch        |
| 440732 | 2006 BP8               | 23 de gener de 2006    | Mount Lemmon         | Mt. Lemmon Survey |
| 440733 | 2006 BS34              | 22 de gener de 2006    | Mount Lemmon         | Mt. Lemmon Survey |
| 440734 | 2006 BC35              | 22 de gener de 2006    | Mount Lemmon         | Mt. Lemmon Survey |
| 440735 | 2006 BY48              | 25 de gener de 2006    | Kitt Peak            | Spacewatch        |
| 440736 | 2006 BF52              | 25 de gener de 2006    | Kitt Peak            | Spacewatch        |
| 440737 | 2006 BA57              | 7 de gener de 2006     | Mount Lemmon         | Mt. Lemmon Survey |
| 440738 | 2006 BK59              | 7 de gener de 2006     | Kitt Peak            | Spacewatch        |
| 440739 | 2006 BT88              | 25 de gener de 2006    | Kitt Peak            | Spacewatch        |
| 440740 | 2006 BL118             | 26 de gener de 2006    | Kitt Peak            | Spacewatch        |
| 440741 | 2006 BM135             | 25 de gener de 2006    | Kitt Peak            | Spacewatch        |
| 440742 | 2006 BN146             | 23 de gener de 2006    | Kitt Peak            | Spacewatch        |
| 440743 | 2006 BF153             | 25 de gener de 2006    | Kitt Peak            | Spacewatch        |
| 440744 | 2006 BS228             | 31 de gener de 2006    | Kitt Peak            | Spacewatch        |
| 440745 | 2006 BQ254             | 8 de gener de 2006     | Mount Lemmon         | Mt. Lemmon Survey |
| 440746 | 2006 BV255             | 31 de gener de 2006    | Kitt Peak            | Spacewatch        |
| 440747 | 2006 BP269             | 28 de gener de 2006    | Anderson Mesa        | LONEOS            |
| 440748 | 2006 DX3               | 2 de febrer de 2006    | Mount Lemmon         | Mt. Lemmon Survey |
| 440749 | 2006 DC5               | 20 de febrer de 2006   | Kitt Peak            | Spacewatch        |
| 440750 | 2006 DP32              | 20 de febrer de 2006   | Mount Lemmon         | Mt. Lemmon Survey |
| 440751 | 2006 DW32              | 20 de febrer de 2006   | Mount Lemmon         | Mt. Lemmon Survey |
| 440752 | 2006 DA42              | 24 de febrer de 2006   | Socorro              | LINEAR            |
| 440753 | 2006 DF83              | 24 de febrer de 2006   | Kitt Peak            | Spacewatch        |
| 440754 | 2006 DV151             | 25 de febrer de 2006   | Kitt Peak            | Spacewatch        |
| 440755 | 2006 DG168             | 27 de febrer de 2006   | Kitt Peak            | Spacewatch        |
| 440756 | 2006 DC216             | 27 de febrer de 2006   | Kitt Peak            | Spacewatch        |
| 440757 | 2006 DE216             | 21 de febrer de 2006   | Mount Lemmon         | Mt. Lemmon Survey |
| 440758 | 2006 EV10              | 2 de març de 2006      | Kitt Peak            | Spacewatch        |
| 440759 | 2006 ED20              | 3 de març de 2006      | Kitt Peak            | Spacewatch        |
| 440760 | 2006 EX41              | 4 de març de 2006      | Catalina             | CSS               |
| 440761 | 2006 EX44              | 2 de febrer de 2006    | Mount Lemmon         | Mt. Lemmon Survey |
| 440762 | 2006 FJ15              | 23 de març de 2006     | Mount Lemmon         | Mt. Lemmon Survey |
| 440763 | 2006 FE20              | 23 de març de 2006     | Mount Lemmon         | Mt. Lemmon Survey |
| 440764 | 2006 FA54              | 23 de març de 2006     | Mount Lemmon         | Mt. Lemmon Survey |
| 440765 | 2006 GV                | 2 d'abril de 2006      | Catalina             | CSS               |
| 440766 | 2006 GK5               | 2 d'abril de 2006      | Kitt Peak            | Spacewatch        |
| 440767 | 2006 GR54              | 2 d'abril de 2006      | Kitt Peak            | Spacewatch        |
| 440768 | 2006 HY8               | 7 d'abril de 2006      | Mount Lemmon         | Mt. Lemmon Survey |
| 440769 | 2006 HS23              | 20 d'abril de 2006     | Kitt Peak            | Spacewatch        |
| 440770 | 2006 HH28              | 20 d'abril de 2006     | Kitt Peak            | Spacewatch        |
| 440771 | 2006 HJ28              | 5 de març de 2006      | Kitt Peak            | Spacewatch        |
| 440772 | 2006 HY37              | 21 d'abril de 2006     | Kitt Peak            | Spacewatch        |
| 440773 | 2006 HN38              | 21 d'abril de 2006     | Kitt Peak            | Spacewatch        |
| 440774 | 2006 HO59              | 23 d'abril de 2006     | Catalina             | CSS               |
| 440775 | 2006 HX69              | 24 d'abril de 2006     | Kitt Peak            | Spacewatch        |
| 440776 | 2006 HD84              | 26 d'abril de 2006     | Kitt Peak            | Spacewatch        |
| 440777 | 2006 HH97              | 30 d'abril de 2006     | Kitt Peak            | Spacewatch        |
| 440778 | 2006 HB154             | 24 d'abril de 2006     | Kitt Peak            | Spacewatch        |
| 440779 | 2006 JV24              | 5 de maig de 2006      | Anderson Mesa        | LONEOS            |
| 440780 | 2006 JX80              | 6 de maig de 2006      | Mount Lemmon         | Mt. Lemmon Survey |
| 440781 | 2006 KT18              | 21 de maig de 2006     | Kitt Peak            | Spacewatch        |
| 440782 | 2006 KU18              | 20 d'abril de 2006     | Catalina             | CSS               |
| 440783 | 2006 KD45              | 21 de maig de 2006     | Kitt Peak            | Spacewatch        |
| 440784 | 2006 KR69              | 22 de maig de 2006     | Kitt Peak            | Spacewatch        |
| 440785 | 2006 KQ73              | 23 de maig de 2006     | Kitt Peak            | Spacewatch        |
| 440786 | 2006 KO75              | 16 de gener de 2005    | Kitt Peak            | Spacewatch        |
| 440787 | 2006 KF83              | 8 de maig de 2006      | Kitt Peak            | Spacewatch        |
| 440788 | 2006 KX91              | 25 de maig de 2006     | Kitt Peak            | Spacewatch        |
| 440789 | 2006 KK92              | 25 de maig de 2006     | Kitt Peak            | Spacewatch        |
| 440790 | 2006 KP123             | 8 de maig de 2006      | Mount Lemmon         | Mt. Lemmon Survey |
| 440791 | 2006 MV7               | 18 de juny de 2006     | Kitt Peak            | Spacewatch        |
| 440792 | 2006 MA11              | 19 de juny de 2006     | Mount Lemmon         | Mt. Lemmon Survey |
| 440793 | 2006 OK10              | 25 de juliol de 2006   | Ottmarsheim          | Rinner, C.        |
| 440794 | 2006 OO14              | 28 de juliol de 2006   | Andrushivka          | Andrushivka       |
| 440795 | 2006 OK16              | 18 de juliol de 2006   | Mount Lemmon         | Mt. Lemmon Survey |
| 440796 | 2006 OB22              | 22 de juliol de 2006   | Mount Lemmon         | Mt. Lemmon Survey |
| 440797 | 2006 PO6               | 12 d'agost de 2006     | Palomar              | NEAT              |
| 440798 | 2006 PZ7               | 12 d'agost de 2006     | Palomar              | NEAT              |
| 440799 | 2006 PZ9               | 13 d'agost de 2006     | Palomar              | NEAT              |
| 440800 | 2006 PA16              | 15 d'agost de 2006     | Palomar              | NEAT              |

## 440801– 440900
| Nom    | Designació provisional | Data de descobriment   | Lloc de descobriment | Descobridor/s     |
| ------ | ---------------------- | ---------------------- | -------------------- | ----------------- |
| 440801 | 2006 PZ18              | 21 de juliol de 2006   | Mount Lemmon         | Mt. Lemmon Survey |
| 440802 | 2006 PZ24              | 13 d'agost de 2006     | Palomar              | NEAT              |
| 440803 | 2006 QL4               | 18 d'agost de 2006     | Kitt Peak            | Spacewatch        |
| 440804 | 2006 QO15              | 17 d'agost de 2006     | Palomar              | NEAT              |
| 440805 | 2006 QE50              | 22 d'agost de 2006     | Palomar              | NEAT              |
| 440806 | 2006 QF56              | 19 d'agost de 2006     | Kitt Peak            | Spacewatch        |
| 440807 | 2006 QV57              | 24 d'agost de 2006     | Socorro              | LINEAR            |
| 440808 | 2006 QC62              | 22 d'agost de 2006     | Palomar              | NEAT              |
| 440809 | 2006 QM83              | 27 d'agost de 2006     | Kitt Peak            | Spacewatch        |
| 440810 | 2006 QK90              | 19 d'agost de 2006     | Palomar              | NEAT              |
| 440811 | 2006 QE104             | 18 d'agost de 2006     | Kitt Peak            | Spacewatch        |
| 440812 | 2006 QB108             | 28 d'agost de 2006     | Catalina             | CSS               |
| 440813 | 2006 QN119             | 28 d'agost de 2006     | Socorro              | LINEAR            |
| 440814 | 2006 QX122             | 18 d'agost de 2006     | Anderson Mesa        | LONEOS            |
| 440815 | 2006 QE125             | 16 d'agost de 2006     | Palomar              | NEAT              |
| 440816 | 2006 QF134             | 24 d'agost de 2006     | Palomar              | NEAT              |
| 440817 | 2006 QK149             | 18 d'agost de 2006     | Kitt Peak            | Spacewatch        |
| 440818 | 2006 QS152             | 19 d'agost de 2006     | Kitt Peak            | Spacewatch        |
| 440819 | 2006 QD177             | 19 d'agost de 2006     | Kitt Peak            | Spacewatch        |
| 440820 | 2006 RY                | 3 de setembre de 2006  | Cordell-Lorenz       | Cordell-Lorenz    |
| 440821 | 2006 RZ3               | 12 de setembre de 2006 | Catalina             | CSS               |
| 440822 | 2006 RZ4               | 14 de setembre de 2006 | Catalina             | CSS               |
| 440823 | 2006 RP8               | 12 de setembre de 2006 | Catalina             | CSS               |
| 440824 | 2006 RX8               | 12 de setembre de 2006 | Catalina             | CSS               |
| 440825 | 2006 RX35              | 14 de setembre de 2006 | Catalina             | CSS               |
| 440826 | 2006 RD36              | 14 de setembre de 2006 | Palomar              | NEAT              |
| 440827 | 2006 RB38              | 12 de setembre de 2006 | Catalina             | CSS               |
| 440828 | 2006 RU41              | 14 de setembre de 2006 | Kitt Peak            | Spacewatch        |
| 440829 | 2006 RQ44              | 14 de setembre de 2006 | Kitt Peak            | Spacewatch        |
| 440830 | 2006 RQ62              | 27 d'agost de 2006     | Anderson Mesa        | LONEOS            |
| 440831 | 2006 RM70              | 15 de setembre de 2006 | Kitt Peak            | Spacewatch        |
| 440832 | 2006 RG76              | 15 de setembre de 2006 | Kitt Peak            | Spacewatch        |
| 440833 | 2006 RB116             | 14 de setembre de 2006 | Mauna Kea            | Masiero, J.       |
| 440834 | 2006 RJ122             | 17 de febrer de 2004   | Kitt Peak            | Spacewatch        |
| 440835 | 2006 SE3               | 16 de setembre de 2006 | Anderson Mesa        | LONEOS            |
| 440836 | 2006 SP16              | 17 de setembre de 2006 | Kitt Peak            | Spacewatch        |
| 440837 | 2006 SA32              | 17 de setembre de 2006 | Kitt Peak            | Spacewatch        |
| 440838 | 2006 SV43              | 16 de setembre de 2006 | Catalina             | CSS               |
| 440839 | 2006 SA45              | 18 de setembre de 2006 | Kitt Peak            | Spacewatch        |
| 440840 | 2006 SM65              | 18 de setembre de 2006 | Catalina             | CSS               |
| 440841 | 2006 SR79              | 17 de setembre de 2006 | Catalina             | CSS               |
| 440842 | 2006 SE84              | 14 de setembre de 2006 | Kitt Peak            | Spacewatch        |
| 440843 | 2006 SD103             | 19 de setembre de 2006 | Kitt Peak            | Spacewatch        |
| 440844 | 2006 SF105             | 19 de setembre de 2006 | Socorro              | LINEAR            |
| 440845 | 2006 SK109             | 19 de setembre de 2006 | Kitt Peak            | Spacewatch        |
| 440846 | 2006 SP115             | 27 d'agost de 2006     | Kitt Peak            | Spacewatch        |
| 440847 | 2006 SY126             | 22 de setembre de 2006 | Anderson Mesa        | LONEOS            |
| 440848 | 2006 SJ139             | 21 de setembre de 2006 | Anderson Mesa        | LONEOS            |
| 440849 | 2006 SW139             | 22 de setembre de 2006 | Catalina             | CSS               |
| 440850 | 2006 SB160             | 23 de setembre de 2006 | Kitt Peak            | Spacewatch        |
| 440851 | 2006 SX175             | 18 de setembre de 2006 | Kitt Peak            | Spacewatch        |
| 440852 | 2006 SF187             | 20 de setembre de 2006 | Kitt Peak            | Spacewatch        |
| 440853 | 2006 ST192             | 18 de setembre de 2006 | Kitt Peak            | Spacewatch        |
| 440854 | 2006 SM197             | 25 de setembre de 2006 | Catalina             | CSS               |
| 440855 | 2006 SF202             | 24 de setembre de 2006 | Kitt Peak            | Spacewatch        |
| 440856 | 2006 SZ213             | 29 d'agost de 2006     | Anderson Mesa        | LONEOS            |
| 440857 | 2006 SC260             | 26 de setembre de 2006 | Kitt Peak            | Spacewatch        |
| 440858 | 2006 SS277             | 28 de setembre de 2006 | Kitt Peak            | Spacewatch        |
| 440859 | 2006 ST286             | 21 de setembre de 2006 | Anderson Mesa        | LONEOS            |
| 440860 | 2006 SK290             | 30 de setembre de 2006 | Catalina             | CSS               |
| 440861 | 2006 SF296             | 25 de setembre de 2006 | Kitt Peak            | Spacewatch        |
| 440862 | 2006 SM329             | 27 de setembre de 2006 | Kitt Peak            | Spacewatch        |
| 440863 | 2006 SN342             | 28 de setembre de 2006 | Kitt Peak            | Spacewatch        |
| 440864 | 2006 SC355             | 22 de juliol de 2006   | Mount Lemmon         | Mt. Lemmon Survey |
| 440865 | 2006 SF378             | 18 de setembre de 2006 | Apache Point         | Becker, A. C.     |
| 440866 | 2006 SA385             | 29 de setembre de 2006 | Apache Point         | Becker, A. C.     |
| 440867 | 2006 SV394             | 25 de setembre de 2006 | Catalina             | CSS               |
| 440868 | 2006 ST405             | 17 de setembre de 2006 | Kitt Peak            | Spacewatch        |
| 440869 | 2006 SE411             | 26 de setembre de 2006 | Kitt Peak            | Spacewatch        |
| 440870 | 2006 TB12              | 3 d'octubre de 2006    | Kitt Peak            | Spacewatch        |
| 440871 | 2006 TM12              | 10 d'octubre de 2006   | Palomar              | NEAT              |
| 440872 | 2006 TL25              | 27 de setembre de 2006 | Mount Lemmon         | Mt. Lemmon Survey |
| 440873 | 2006 TB29              | 4 d'octubre de 2006    | Mount Lemmon         | Mt. Lemmon Survey |
| 440874 | 2006 TR34              | 12 d'octubre de 2006   | Kitt Peak            | Spacewatch        |
| 440875 | 2006 TX40              | 16 d'octubre de 2001   | Kitt Peak            | Spacewatch        |
| 440876 | 2006 TD46              | 12 d'octubre de 2006   | Kitt Peak            | Spacewatch        |
| 440877 | 2006 TF56              | 13 d'octubre de 2006   | Kitt Peak            | Spacewatch        |
| 440878 | 2006 TC62              | 9 d'octubre de 2006    | Palomar              | NEAT              |
| 440879 | 2006 TP74              | 11 d'octubre de 2006   | Palomar              | NEAT              |
| 440880 | 2006 TY76              | 11 d'octubre de 2006   | Palomar              | NEAT              |
| 440881 | 2006 TL91              | 13 d'octubre de 2006   | Kitt Peak            | Spacewatch        |
| 440882 | 2006 TJ103             | 15 d'octubre de 2006   | Kitt Peak            | Spacewatch        |
| 440883 | 2006 TX110             | 1 d'octubre de 2006    | Apache Point         | Becker, A. C.     |
| 440884 | 2006 TQ115             | 1 d'octubre de 2006    | Apache Point         | Becker, A. C.     |
| 440885 | 2006 TT124             | 4 d'octubre de 2006    | Mount Lemmon         | Mt. Lemmon Survey |
| 440886 | 2006 US16              | 17 d'octubre de 2006   | Mount Lemmon         | Mt. Lemmon Survey |
| 440887 | 2006 UV49              | 30 de setembre de 2006 | Kitt Peak            | Spacewatch        |
| 440888 | 2006 UA70              | 30 de setembre de 2006 | Mount Lemmon         | Mt. Lemmon Survey |
| 440889 | 2006 UL72              | 17 d'octubre de 2006   | Catalina             | CSS               |
| 440890 | 2006 UO84              | 17 d'octubre de 2006   | Mount Lemmon         | Mt. Lemmon Survey |
| 440891 | 2006 UM113             | 18 de setembre de 2006 | Kitt Peak            | Spacewatch        |
| 440892 | 2006 UE114             | 19 de setembre de 2006 | Kitt Peak            | Spacewatch        |
| 440893 | 2006 UE144             | 19 d'octubre de 2006   | Kitt Peak            | Spacewatch        |
| 440894 | 2006 UM166             | 21 d'octubre de 2006   | Mount Lemmon         | Mt. Lemmon Survey |
| 440895 | 2006 UL170             | 21 d'octubre de 2006   | Mount Lemmon         | Mt. Lemmon Survey |
| 440896 | 2006 UN187             | 17 de setembre de 2006 | Catalina             | CSS               |
| 440897 | 2006 UF221             | 17 d'octubre de 2006   | Catalina             | CSS               |
| 440898 | 2006 UQ224             | 19 d'octubre de 2006   | Mount Lemmon         | Mt. Lemmon Survey |
| 440899 | 2006 UU229             | 21 d'octubre de 2006   | Palomar              | NEAT              |
| 440900 | 2006 UC283             | 30 de setembre de 2006 | Mount Lemmon         | Mt. Lemmon Survey |

## 440901– 441000
| Nom    | Designació provisional | Data de descobriment   | Lloc de descobriment | Descobridor/s     |
| ------ | ---------------------- | ---------------------- | -------------------- | ----------------- |
| 440901 | 2006 UJ288             | 29 d'octubre de 2006   | Catalina             | CSS               |
| 440902 | 2006 UF337             | 27 d'octubre de 2006   | Mount Lemmon         | Mt. Lemmon Survey |
| 440903 | 2006 UP345             | 22 d'octubre de 2006   | Mount Lemmon         | Mt. Lemmon Survey |
| 440904 | 2006 VA                | 1 de novembre de 2006  | Mount Lemmon         | Mt. Lemmon Survey |
| 440905 | 2006 VV1               | 2 de novembre de 2006  | Kitt Peak            | Spacewatch        |
| 440906 | 2006 VO6               | 10 de novembre de 2006 | Kitt Peak            | Spacewatch        |
| 440907 | 2006 VA35              | 11 de novembre de 2006 | Mount Lemmon         | Mt. Lemmon Survey |
| 440908 | 2006 VY56              | 11 de novembre de 2006 | Kitt Peak            | Spacewatch        |
| 440909 | 2006 VP63              | 17 de setembre de 2006 | Kitt Peak            | Spacewatch        |
| 440910 | 2006 VB72              | 27 d'octubre de 2006   | Mount Lemmon         | Mt. Lemmon Survey |
| 440911 | 2006 VN77              | 12 de novembre de 2006 | Mount Lemmon         | Mt. Lemmon Survey |
| 440912 | 2006 VZ79              | 22 d'octubre de 2006   | Mount Lemmon         | Mt. Lemmon Survey |
| 440913 | 2006 VR81              | 21 d'octubre de 2006   | Mount Lemmon         | Mt. Lemmon Survey |
| 440914 | 2006 VJ85              | 13 de novembre de 2006 | Mount Lemmon         | Mt. Lemmon Survey |
| 440915 | 2006 VK113             | 28 de setembre de 2006 | Mount Lemmon         | Mt. Lemmon Survey |
| 440916 | 2006 VD129             | 15 de novembre de 2006 | Socorro              | LINEAR            |
| 440917 | 2006 VM141             | 13 de novembre de 2006 | Kitt Peak            | Spacewatch        |
| 440918 | 2006 VH154             | 21 d'octubre de 2006   | Kitt Peak            | Spacewatch        |
| 440919 | 2006 WG59              | 17 de novembre de 2006 | Kitt Peak            | Spacewatch        |
| 440920 | 2006 WF70              | 18 de novembre de 2006 | Kitt Peak            | Spacewatch        |
| 440921 | 2006 WO79              | 18 de novembre de 2006 | Kitt Peak            | Spacewatch        |
| 440922 | 2006 WO81              | 18 de novembre de 2006 | Kitt Peak            | Spacewatch        |
| 440923 | 2006 WF88              | 23 d'octubre de 2006   | Mount Lemmon         | Mt. Lemmon Survey |
| 440924 | 2006 WT200             | 22 de novembre de 2006 | Mount Lemmon         | Mt. Lemmon Survey |
| 440925 | 2006 WO205             | 24 de novembre de 2006 | Kitt Peak            | Spacewatch        |
| 440926 | 2006 XM6               | 27 de setembre de 2006 | Mount Lemmon         | Mt. Lemmon Survey |
| 440927 | 2006 XY6               | 26 de novembre de 2006 | Kitt Peak            | Spacewatch        |
| 440928 | 2006 XE16              | 27 de novembre de 2006 | Mount Lemmon         | Mt. Lemmon Survey |
| 440929 | 2006 XD18              | 10 de desembre de 2006 | Kitt Peak            | Spacewatch        |
| 440930 | 2006 XA21              | 11 de desembre de 2006 | Kitt Peak            | Spacewatch        |
| 440931 | 2006 XK39              | 11 de desembre de 2006 | Kitt Peak            | Spacewatch        |
| 440932 | 2006 XE51              | 13 de desembre de 2006 | Kitt Peak            | Spacewatch        |
| 440933 | 2006 XG52              | 22 de novembre de 2006 | Kitt Peak            | Spacewatch        |
| 440934 | 2006 XB70              | 27 de novembre de 2006 | Mount Lemmon         | Mt. Lemmon Survey |
| 440935 | 2006 XP70              | 15 de desembre de 2006 | Kitt Peak            | Spacewatch        |
| 440936 | 2006 XB71              | 13 de desembre de 2006 | Mount Lemmon         | Mt. Lemmon Survey |
| 440937 | 2006 XW71              | 1 de desembre de 2006  | Mount Lemmon         | Mt. Lemmon Survey |
| 440938 | 2006 YE4               | 27 de novembre de 2006 | Mount Lemmon         | Mt. Lemmon Survey |
| 440939 | 2006 YA11              | 13 de desembre de 2006 | Mount Lemmon         | Mt. Lemmon Survey |
| 440940 | 2006 YG25              | 21 de desembre de 2006 | Kitt Peak            | Spacewatch        |
| 440941 | 2006 YO33              | 21 de desembre de 2006 | Kitt Peak            | Spacewatch        |
| 440942 | 2006 YK35              | 21 de desembre de 2006 | Kitt Peak            | Spacewatch        |
| 440943 | 2006 YE53              | 20 de desembre de 2006 | Mount Lemmon         | Mt. Lemmon Survey |
| 440944 | 2007 AH                | 8 de gener de 2007     | Eskridge             | Hug, G.           |
| 440945 | 2007 AH5               | 8 de gener de 2007     | Mount Lemmon         | Mt. Lemmon Survey |
| 440946 | 2007 AW6               | 9 de gener de 2007     | Kitt Peak            | Spacewatch        |
| 440947 | 2007 AG19              | 15 de gener de 2007    | Anderson Mesa        | LONEOS            |
| 440948 | 2007 AA26              | 15 de gener de 2007    | Catalina             | CSS               |
| 440949 | 2007 AP28              | 9 de gener de 2007     | Mount Lemmon         | Mt. Lemmon Survey |
| 440950 | 2007 AG31              | 10 de gener de 2007    | Kitt Peak            | Spacewatch        |
| 440951 | 2007 BQ11              | 17 de gener de 2007    | Kitt Peak            | Spacewatch        |
| 440952 | 2007 BX12              | 27 de novembre de 2006 | Mount Lemmon         | Mt. Lemmon Survey |
| 440953 | 2007 BH14              | 17 de gener de 2007    | Kitt Peak            | Spacewatch        |
| 440954 | 2007 BF15              | 17 de gener de 2007    | Kitt Peak            | Spacewatch        |
| 440955 | 2007 BH22              | 26 de desembre de 2006 | Kitt Peak            | Spacewatch        |
| 440956 | 2007 BV23              | 17 de gener de 2007    | Kitt Peak            | Spacewatch        |
| 440957 | 2007 BL27              | 24 de gener de 2007    | Catalina             | CSS               |
| 440958 | 2007 BU27              | 24 de gener de 2007    | Mount Lemmon         | Mt. Lemmon Survey |
| 440959 | 2007 BN32              | 24 de gener de 2007    | Mount Lemmon         | Mt. Lemmon Survey |
| 440960 | 2007 BF36              | 24 de gener de 2007    | Mount Lemmon         | Mt. Lemmon Survey |
| 440961 | 2007 BC45              | 25 de gener de 2007    | Kitt Peak            | Spacewatch        |
| 440962 | 2007 BJ45              | 27 de desembre de 2006 | Mount Lemmon         | Mt. Lemmon Survey |
| 440963 | 2007 BN57              | 21 de novembre de 2006 | Mount Lemmon         | Mt. Lemmon Survey |
| 440964 | 2007 BG63              | 16 de novembre de 2006 | Mount Lemmon         | Mt. Lemmon Survey |
| 440965 | 2007 BZ70              | 28 de gener de 2007    | Mount Lemmon         | Mt. Lemmon Survey |
| 440966 | 2007 BQ78              | 26 de gener de 2007    | Kitt Peak            | Spacewatch        |
| 440967 | 2007 BV78              | 27 de gener de 2007    | Kitt Peak            | Spacewatch        |
| 440968 | 2007 BG79              | 27 de gener de 2007    | Kitt Peak            | Spacewatch        |
| 440969 | 2007 BR94              | 19 de gener de 2007    | Mauna Kea            | Mauna Kea         |
| 440970 | 2007 BG102             | 28 de gener de 2007    | Kitt Peak            | Spacewatch        |
| 440971 | 2007 CB3               | 10 de gener de 2007    | Mount Lemmon         | Mt. Lemmon Survey |
| 440972 | 2007 CU7               | 6 de febrer de 2007    | Kitt Peak            | Spacewatch        |
| 440973 | 2007 CH8               | 6 de febrer de 2007    | Kitt Peak            | Spacewatch        |
| 440974 | 2007 CX14              | 29 de gener de 2007    | Kitt Peak            | Spacewatch        |
| 440975 | 2007 CY20              | 6 de febrer de 2007    | Mount Lemmon         | Mt. Lemmon Survey |
| 440976 | 2007 CV22              | 10 de gener de 2007    | Kitt Peak            | Spacewatch        |
| 440977 | 2007 CL28              | 27 de gener de 2007    | Kitt Peak            | Spacewatch        |
| 440978 | 2007 CP30              | 6 de febrer de 2007    | Mount Lemmon         | Mt. Lemmon Survey |
| 440979 | 2007 CN31              | 6 de febrer de 2007    | Mount Lemmon         | Mt. Lemmon Survey |
| 440980 | 2007 CQ36              | 17 de gener de 2007    | Kitt Peak            | Spacewatch        |
| 440981 | 2007 CO37              | 6 de febrer de 2007    | Mount Lemmon         | Mt. Lemmon Survey |
| 440982 | 2007 CR37              | 6 de febrer de 2007    | Mount Lemmon         | Mt. Lemmon Survey |
| 440983 | 2007 CR42              | 7 de febrer de 2007    | Mount Lemmon         | Mt. Lemmon Survey |
| 440984 | 2007 CZ51              | 12 de setembre de 2005 | Kitt Peak            | Spacewatch        |
| 440985 | 2007 CS78              | 6 de febrer de 2007    | Kitt Peak            | Spacewatch        |
| 440986 | 2007 DX4               | 17 de febrer de 2007   | Kitt Peak            | Spacewatch        |
| 440987 | 2007 DH6               | 17 de febrer de 2007   | Kitt Peak            | Spacewatch        |
| 440988 | 2007 DJ6               | 17 de febrer de 2007   | Socorro              | LINEAR            |
| 440989 | 2007 DO10              | 17 de febrer de 2007   | Kitt Peak            | Spacewatch        |
| 440990 | 2007 DZ10              | 17 de febrer de 2007   | Kitt Peak            | Spacewatch        |
| 440991 | 2007 DH12              | 16 de febrer de 2007   | Palomar              | NEAT              |
| 440992 | 2007 DR17              | 17 de febrer de 2007   | Kitt Peak            | Spacewatch        |
| 440993 | 2007 DG18              | 17 de febrer de 2007   | Kitt Peak            | Spacewatch        |
| 440994 | 2007 DF27              | 17 de febrer de 2007   | Kitt Peak            | Spacewatch        |
| 440995 | 2007 DV31              | 17 de febrer de 2007   | Kitt Peak            | Spacewatch        |
| 440996 | 2007 DX33              | 17 de febrer de 2007   | Kitt Peak            | Spacewatch        |
| 440997 | 2007 DR35              | 17 de febrer de 2007   | Kitt Peak            | Spacewatch        |
| 440998 | 2007 DM40              | 19 de febrer de 2007   | Mount Lemmon         | Mt. Lemmon Survey |
| 440999 | 2007 DH42              | 16 de febrer de 2007   | Palomar              | NEAT              |
| 441000 | 2007 DT46              | 18 de novembre de 2006 | Mount Lemmon         | Mt. Lemmon Survey |